# Giải bóng đá Hạng Nhất Quốc gia 2022
Giải bóng đá Hạng Nhất Quốc gia 2022, tên gọi chính thức là Giải bóng đá Hạng Nhất Quốc gia LS 2022 (tiếng Anh: LS V.League 2 - 2022) vì lý do tài trợ, là mùa giải thứ 28 của V.League 2. Đây là năm thứ tư liên tiếp tập đoàn LS Holdings là nhà tài trợ chính của giải đấu. Giải khởi tranh vào ngày 4 tháng 3 và kết thúc vào ngày 29 tháng 10 năm 2022 với 12 đội tham dự.

## Thay đổi trước mùa giải

### Thay đổi đội bóng

#### Rời V.League 2
- An Giang (rút lui)

Ban đầu, giải không có bất cứ sự thay đổi đội bóng nào do mùa giải 2021 bị dừng vì dịch COVID-19 và không có đội thăng hạng và xuống hạng. Tuy nhiên, vào ngày 3 tháng 1 năm 2022, câu lạc bộ An Giang đã thông báo rằng đội sẽ chính thức không tham dự Giải hạng Nhất Quốc gia 2022 với lý do "kinh phí khó khăn" và "để tập trung cho bóng đá trẻ". Điều này đồng nghĩa với việc Giải hạng Nhất 2022 chỉ còn 12 đội tham dự.

## Các đội tham dự
| Đội bóng          | Địa điểm                 | Sân vận động              | Sức chứa |
| ----------------- | ------------------------ | ------------------------- | -------- |
| Bình Phước        | Đồng Xoài, Bình Phước    | Bình Phước                | 11.000   |
| Công an Nhân dân  | TP. Ninh Bình, Ninh Bình | Ninh Bình                 | 22.000   |
| Đắk Lắk           | Buôn Ma Thuột, Đắk Lắk   | Buôn Ma Thuột             | 25.000   |
| Quảng Nam         | Tam Kỳ, Quảng Nam        | Tam Kỳ                    | 15.000   |
| Huế               | Huế, Thừa Thiên Huế      | Tự Do                     | 25.000   |
| Long An           | Long An                  | Long An                   | 19.975   |
| Phố Hiến          | Văn Giang, Hưng Yên      | Trung tâm đào tạo trẻ PVF | 3.600    |
| Bà Rịa – Vũng Tàu | Bà Rịa – Vũng Tàu        | Bà Rịa                    | 10.000   |
| Cần Thơ           | Ninh Kiều, Cần Thơ       | Cần Thơ                   | 30.000   |
| Phù Đổng          | Thanh Trì, Hà Nội        | Thanh Trì                 | 4.000    |
| Phú Thọ           | Việt Trì, Phú Thọ        | Việt Trì                  | 16.000   |
| Khánh Hòa         | Nha Trang, Khánh Hòa     | 19 tháng 8                | 25.000   |

## Bốc thăm
Lễ bốc thăm xếp lịch thi đấu của Giải bóng đá Hạng Nhất Quốc gia LS 2022 đã diễn ra vào lúc 15 giờ ngày 7 tháng 1 năm 2022 tại Hà Nội.

### Nguyên tắc bốc thăm
Mười hai câu lạc bộ được bốc thăm ngẫu nhiên vào các mã số từ 1 đến 12. Sau khi câu lạc bộ cuối cùng có được mã số, lịch thi đấu sẽ được dựa vào đó để tổ chức giải bóng đá Hạng Nhất Quốc gia 2022.

### Mã số thi đấu các đội
| Mã số | Đội              |
| ----- | ---------------- |
| 01    | Phù Đổng         |
| 02    | Công an Nhân dân |
| 03    | Phú Thọ          |
| 04    | Huế              |
| 05    | Cần Thơ          |
| 06    | Long An          |

| Mã số | Đội               |
| ----- | ----------------- |
| 07    | Quảng Nam         |
| 08    | Đắk Lắk           |
| 09    | Bình Phước        |
| 10    | Phố Hiến          |
| 11    | Khánh Hòa         |
| 12    | Bà Rịa – Vũng Tàu |

## Phát sóng
Các trận đấu của LS V.League 2 - 2022 được trực tiếp trên các kênh truyền hình và nền tảng sau:

### Truyền hình
- VTV: VTV6 (vòng 1), VTV2 (vòng 21)
- VTVCab: On Sports (SD & HD) - VTVCab 3, On Sports+ - VTVCab 6, Info TV - VTVCab 9, On Football (SD & HD) - VTVCab 16, On Sports News - VTVCab 18
- Đài Phát thanh - Truyền hình Phú Thọ (tiếp sóng các trận đấu của Phú Thọ trên sân nhà)

### Nền tảng số
- Ứng dụng VTV Go, VTVcab ON, On Sports TV, Onme, TV360 và Vina Sports.
- Kênh YouTube VPF Media và Next Sports, Facebook Next Sports (vòng 1, 2, 3, 20, 21, 22)

## Khai mạc
Lễ khai mạc chính thức được diễn ra lúc 16:45 ngày 5 tháng 3 tại Sân vận động Cần Thơ, thành phố Cần Thơ với trận đấu khai mạc diễn ra lúc 17:00 giữa Cần Thơ và Bình Phước.

## Lịch thi đấu và kết quả

### Lịch thi đấu

#### Vòng 1
| 04 tháng 3 năm 2022                                                                        | Phú Thọ                                                             | 1–1                           | Đắk Lắk                                | Việt Trì, Phú Thọ                                               |  |
| 16:00                                                                                      | - Nguyễn Hữu Tuấn 40' - Lê Hải Đức 42' - Nguyễn Văn Quỳnh Đức 45+1' | Chi tiết VTV6, On Sports News | - Đỗ Xuân Thi 46' - Trần Minh Hiếu 56' | Sân vận động: Việt Trì Lượng khán giả: 0 Trọng tài: Hà Văn Thức |  |
| Ghi chú: Trận đấu diễn ra trên sân không có khán giả do Việt Trì nằm ở vùng đỏ (cấp độ 4). |                                                                     |                               |                                        |                                                                 |  |

| 05 tháng 3 năm 2022 | Huế                  | 1–1                     | Khánh Hòa                                                | Huế, Thừa Thiên Huế                                                    |  |
| 16:00               | - Huỳnh Thế Hiếu 39' | Chi tiết On Sports News | - Trần Lê Duy 6' 69' - Lê Tấn Tài 8' - Trần Văn Tùng 25' | Sân vận động: Tự Do Lượng khán giả: 2.500 Trọng tài: Nguyễn Ngọc Thắng |  |

| 05 tháng 3 năm 2022 | Cần Thơ                                        | 0–0                  | Bình Phước                                                | Thành phố Cần Thơ, Cần Thơ                                            |  |
| 17:00               | - Nguyễn Tuấn Đạt 69' - Trương Đình Nhân 90+3' | Chi tiết On Football | - Bùi Trần Vũ 26' - Huỳnh Văn Ly 48' - Phạm Văn Hội 90+2' | Sân vận động: Cần Thơ Lượng khán giả: 2.000 Trọng tài: Trần Mạnh Hùng |  |

| 16 tháng 3 năm 2022 | Phù Đổng                                                                          | 0–0                     | Bà Rịa – Vũng Tàu                                                | Thanh Trì, Hà Nội                                                 |  |
| 15:30 | - Vương Quốc Trung 25' - Lương Văn Hùng 30' - Lê Công Đức 61' - Bùi Long Nhật 77' | Chi tiết On Sports News | - Lê Quyền Huy Tín 34' - Võ Ngọc Đức 45+2' - Đinh Tiến Phong 90' | Sân vận động: Thanh Trì Lượng khán giả: 0 Trọng tài: Vũ Phúc Hoan |  |
| Ghi chú: Trận đấu dự kiến diễn ra vào ngày 4 tháng 3 năm 2022, nhưng đã bị dời lại sau khi Bà Rịa Vũng Tàu thông báo có 10 cầu thủ của đội này dương tính với COVID-19, bao gồm cả 4 thủ môn có tên trong danh sách đăng ký tham dự và được đá bù vào ngày 16 tháng 3 năm 2022. |                                                                                   |                         |                                                                  |                                                                   |  |

| 16 tháng 3 năm 2022 | Công an Nhân dân                                                            | 2–0                  | Quảng Nam             | Thành phố Ninh Bình, Ninh Bình                                          |  |
| 15:30 | - Nguyễn Trung Đại Dương 63' - Nguyễn Như Tuấn 68' 68' - Trần Thanh Sơn 72' | Chi tiết On Football | - Nguyễn Văn Toản 32' | Sân vận động: Ninh Bình Lượng khán giả: 800 Trọng tài: Nguyễn Đình Thái |  |
| Ghi chú: Trận đấu dự kiến diễn ra vào ngày 5 tháng 3 năm 2022, nhưng đã bị dời lại sau khi Quảng Nam thông báo có 19 cầu thủ của đội này dương tính với COVID-19, bao gồm cả 3 thủ môn có tên trong danh sách đăng ký tham dự và được đá bù vào ngày 16 tháng 3 năm 2022. |                                                                             |                      |                       |                                                                         |  |

| 17 tháng 3 năm 2022 | Long An              | 0–0                             | Phố Hiến                                                                   | Tân An, Long An                                                       |  |
| 17:00 | - Nguyễn Khắc Vũ 61' | Chi tiết VPF Media, Next Sports | - Phiên dịch Bùi Ngọc Tú 62' - GĐKT Mauro Alexandre Tavares Jeronimo 90+4' | Sân vận động: Long An Lượng khán giả: 1.200 Trọng tài: Trần Mạnh Hùng |  |
| Ghi chú: Trận đấu dự kiến diễn ra vào ngày 4 tháng 3, nhưng đã bị dời lại sau khi Phố Hiến thông báo có 18 cầu thủ của đội này dương tính với COVID-19 và được đá bù vào ngày 17 tháng 3 năm 2022. |                      |                                 |                                                                            |                                                                       |  |

#### Vòng 2
| 11 tháng 3 năm 2022 | Quảng Nam          | 1–0                     | Huế                                | Tam Kỳ, Quảng Nam                                                     |  |
| 17:00               | - Hà Minh Tuấn 86' | Chi tiết On Sports News | - Bùi Duy Bảo 4' - Vũ Văn Quyết 5' | Sân vận động: Tam Kỳ Lượng khán giả: 3.000 Trọng tài: Khổng Tam Cường |  |

| 12 tháng 3 năm 2022 | Đắk Lắk                                     | 1–1      | Cần Thơ                                         | Buôn Ma Thuột, Đắk Lắk                                                |  |
| 15:30               | - Thái Minh Hiếu 33' - Nguyễn Ngọc Toàn 88' | Chi tiết | - Nguyễn Vũ Linh 40' 90' - Nguyễn Trọng Phú 56' | Sân vận động: Buôn Ma Thuột Lượng khán giả: 0 Trọng tài: Lê Đức Thuận |  |

| 12 tháng 3 năm 2022 | Bình Phước                                                       | 1–0                             | Long An                                    | Đồng Xoài, Bình Phước                                               |  |
| 17:00               | - Phạm Trần Thanh Vũ 21' - Huỳnh Văn Ly 33' - Nguyễn Văn Quý 90' | Chi tiết VPF Media, Next Sports | - Phan Tấn Tài 32' - Đoàn Hải Quân 23' 76' | Sân vận động: Bình Phước Lượng khán giả: 0 Trọng tài: Trần Văn Khỏe |  |

| 12 tháng 3 năm 2022 | Khánh Hòa                                                        | 1–2                 | Phù Đổng                                                                                  | Nha Trang, Khánh Hòa                                                     |  |
| 17:00               | - Huỳnh Văn Thanh 9' - Nguyễn Thành Lộc 30' - Huỳnh Nhật Tân 56' | Chi tiết On Sports+ | - Nguyễn Tuấn Hiệp 12' - Khổng Minh Gia Bảo 31' - Nguyễn Văn Văn 71' - Lê Quang Đại 90+5' | Sân vận động: 19 tháng 8 Lượng khán giả: 2.000 Trọng tài: Nguyễn Văn Tạo |  |

| 12 tháng 3 năm 2022 | Phố Hiến                                       | 1–1                     | Phú Thọ                                                                                     | Văn Giang, Hưng Yên                                                   |  |
| 18:00               | - Nguyễn Thanh Nhàn 42' 53' - Tẩy Văn Toàn 71' | Chi tiết On Sports News | - CBKT Đậu Ngọc Tân 53' - Hồ Ngọc Thắng 71' 75' - HLV Vũ Như Thành 76' - Nguyễn Văn Tài 88' | Sân vận động: TTĐT trẻ PVF Lượng khán giả: 0 Trọng tài: Lê Thanh Tùng |  |

| 12 tháng 3 năm 2022 | Bà Rịa – Vũng Tàu                                                 | 2–1                | Công an Nhân dân                                                | Bà Rịa, Bà Rịa Vũng Tàu                                             |  |
| 18:00               | - Nguyễn Ngọc Hùng 7' 16' - Võ Ngọc Đức 12' - Nguyễn Thế Dũng 90' | Chi tiết On Sports | - Đinh Thanh Bình 39' 41' - A Sân 42' - Thái Khắc Huy Hoàng 80' | Sân vận động: Bà Rịa Lượng khán giả: 2.500 Trọng tài: Nguyễn Anh Vũ |  |

#### Vòng 3
| 01 tháng 4 năm 2022 | Phú Thọ | 0–1                  | Quảng Nam | Việt Trì, Phú Thọ                                                      |  |
| 16:00               |         | Chi tiết On Football | - Mạc Đức Việt Anh 27' - Mạch Ngọc Hà 74' - Nguyễn Vũ Hoàng Dương 83' - Nguyễn Duy Kiên 87' - Nguyễn Hữu Tuấn 90+2' - Ngân Văn Đại 90+3' | Sân vận động: Việt Trì Lượng khán giả: 300 Trọng tài: Nguyễn Ngọc Tùng |  |

| 02 tháng 4 năm 2022 | Long An | 2–3                             | Bà Rịa – Vũng Tàu | Tân An, Long An                                                  |  |
| 17:00               | - Nguyễn Anh Đức 32' (ph.đ.), 67' - Huỳnh Tuấn Vũ 45+1' - Nguyễn Thanh Quang 58' - Nguyễn Tiến Anh 59' - Nguyễn Ngọc Thắng 88' 90+3' | Chi tiết VPF Media, Next Sports | - Nguyễn Trung Thành 12' - Nguyễn Tuấn Em 19' - Nguyễn Thanh Tuấn 32' - Nguyễn Văn Tám 45+5' - Ngô Viết Phú 89' (ph.đ.) | Sân vận động: Long An Lượng khán giả: 400 Trọng tài: Đỗ Thành Đệ |  |

| 02 tháng 4 năm 2022 | Cần Thơ                                                                             | 0–1                | Khánh Hòa                                                                                      | Thành phố Cần Thơ, Cần Thơ                                            |  |
| 18:00               | - Trần Thanh Long 21' - Đặng Hữu Phước 48' - Nguyễn Hoàng Duy 71' - Lê Đắc Hùng 77' | Chi tiết On Sports | - Nguyễn Duy Dương 45+10' - Trần Trọng Hiếu 45+10' - Nguyễn Hữu Khôi 49' - Đoàn Công Thành 89' | Sân vận động: Cần Thơ Lượng khán giả: 3.000 Trọng tài: Dương Hữu Phúc |  |

| 03 tháng 4 năm 2022 | Công an Nhân dân                                                                | 3–1                  | Đắk Lắk                             | Thành phố Ninh Bình, Ninh Bình                                     |  |
| 15:30               | - Nguyễn Văn Anh 12' - Hà Văn Phương 70' - Trần Quang Thịnh 90+1' - Võ Lý 90+4' | Chi tiết On Football | - Nguyễn Trung Đại Dương 19' (l.n.) | Sân vận động: Ninh Bình Lượng khán giả: 700 Trọng tài: Hà Văn Thức |  |

| 03 tháng 4 năm 2022 | Huế                                                         | 1–1                             | Bình Phước                                                                              | Huế, Thừa Thiên Huế                                                    |  |
| 16:00               | - Lê Quốc Nhật Nam 38' - Bùi Duy Bảo 41' - Vũ Văn Quyết 78' | Chi tiết VPF Media, Next Sports | - Nguyễn Đình Tài 35' - Phạm Văn Hội 43' - Phạm Trần Thanh Vũ 77' - Đậu Thanh Phong 81' | Sân vận động: Tự Do Lượng khán giả: 2.500 Trọng tài: Nguyễn Ngọc Thắng |  |

| 04 tháng 4 năm 2022 | Phù Đổng                                                                                   | 1–5                  | Phố Hiến | Thanh Trì, Hà Nội                                                    |  |
| 15:30               | - Khổng Minh Gia Bảo 25' - Lê Công Đức 42' - Nguyễn Mạnh Tiến 58' - Nguyễn Tuấn Hiệp 90+4' | Chi tiết On Football | - Võ Nguyên Hoàng 9' - Phạm Hữu Nghĩa 17' - Nguyễn Kim Nhật 29', 61' - Lê Văn Đô 45+1' - Nguyễn Hữu Nam 83' | Sân vận động: Thanh Trì Lượng khán giả: 0 Trọng tài: Trần Quốc Thịnh |  |

#### Vòng 4
| 25 tháng 6 năm 2022 | Quảng Nam                                                                      | 1–2                  | Cần Thơ | Tam Kỳ, Quảng Nam                                                     |  |
| 17:00               | - Mạch Ngọc Hà 27' - Huỳnh Tấn Sinh 34' - Trần Văn Bửu 40' - Nguyễn Văn Ka 72' | Chi tiết On Football | - Nguyễn Vũ Linh 19' - Hoàng Thanh Tùng 43' - Dương Văn An 64' - Nguyễn Hoàng Duy 79' - Trợ lý HLV Trương Đình Luật 90+4' | Sân vận động: Tam Kỳ Lượng khán giả: 1.500 Trọng tài: Khổng Tam Cường |  |

| 25 tháng 6 năm 2022 | Khánh Hòa                                     | 2–0                     | Long An                  | Nha Trang, Khánh Hòa                                                          |  |
| 17:00               | - Trần Trọng Hiếu 39' 54' - Trần Đình Kha 69' | Chi tiết On Sports News | - Nguyễn Thanh Quang 87' | Sân vận động: 19 tháng 8 Lượng khán giả: 3.000 Trọng tài: Nguyễn Kim Việt Bảo |  |

| 25 tháng 6 năm 2022 | Bà Rịa – Vũng Tàu                                                       | 1–0                 | Phú Thọ                                                              | Bà Rịa, Bà Rịa Vũng Tàu                                             |  |
| 18:00 | - Nguyễn Văn Thạnh 54' 66' - Nguyễn Ngọc Hùng 61' - Trần Hoàng Hưng 80' | Chi tiết On Sports+ | - Nguyễn Nhật Trường 52' - CBKT Đậu Ngọc Tân 54' - Hoàng Tiến Hồ 54' | Sân vận động: Bà Rịa Lượng khán giả: 2.000 Trọng tài: Nguyễn Anh Vũ |  |
| Ghi chú: Phú Thọ được chỉ đạo bởi phó trưởng đoàn Trần Tiến Đại, do HLV Vũ Như Thành đang tham gia Khóa học AFC Pro - Giai đoạn 1. |                                                                         |                     |                                                                      |                                                                     |  |

| 26 tháng 6 năm 2022 | Đắk Lắk               | 1–2                                       | Huế | Buôn Ma Thuột, Đắk Lắk                                                         |  |
| 15:30               | - Hồ Việt Hoàng 90+3' | Chi tiết On Sports News, App On Sports TV | - Lê Ngọc Thiên Ân 28' - Trần Thành 49' - Bùi Duy Bảo 58' - Lê Quốc Nhật Nam 61' - Trần Đức Phát 74' - Trần Phạm Bảo Tuấn 87' | Sân vận động: Buôn Ma Thuột Lượng khán giả: 1.500 Trọng tài: Nguyễn Ngọc Thắng |  |

| 26 tháng 6 năm 2022 | Bình Phước                                                    | 0–1                                      | Phù Đổng                                                                           | Đồng Xoài, Bình Phước                                                   |  |
| 17:00               | - Trương Công Thảo 32' - Huỳnh Văn Ly 49' - Hà Kiên Cường 86' | Chi tiết App On Sports TV, App VTVcab ON | - Nguyễn Tuấn Hiệp 18' - Trần Văn Thắng 71' - Lê Quang Đại 74' - Bùi Long Nhật 78' | Sân vận động: Bình Phước Lượng khán giả: 600 Trọng tài: Nguyễn Mạnh Hải |  |

| 26 tháng 6 năm 2022 | Phố Hiến                                                                                                   | 2–2                     | Công an Nhân dân                                                            | Văn Giang, Hưng Yên                                                     |  |
| 18:00               | - Lê Văn Đô 12' - GĐKT Mauro Alexandre Tavares Jeronimo 12' - Huỳnh Công Đến 32' - Võ Anh Quân 63' (ph.đ.) | Chi tiết On Sports News | - Nguyễn Như Tuấn 26' - Giáp Tuấn Dương 37' - Nguyễn Hoàng Trung Nguyên 72' | Sân vận động: TTĐT trẻ PVF Lượng khán giả: 2.000 Trọng tài: Hà Văn Thức |  |

#### Vòng 5
| 01 tháng 7 năm 2022 | Phú Thọ                               | 1–2                  | Khánh Hòa                                                                          | Việt Trì, Phú Thọ                                                  |  |
| 16:00               | - Lê Hải Đức 51' - Hoàng Anh Tuấn 58' | Chi tiết On Football | - Đoàn Công Thành 4' - Trần Văn Tùng 25' - Võ Út Cường 80' - Huỳnh Văn Thanh 90+5' | Sân vận động: Việt Trì Lượng khán giả: 1.000 Trọng tài: Đỗ Anh Đức |  |

| 02 tháng 7 năm 2022 | Phù Đổng                                                          | 0–1                | Cần Thơ                                                                                            | Thanh Trì, Hà Nội                                                      |  |
| 15:30               | - Nguyễn Văn Văn 23' - Nguyễn Mạnh Tiến 61' - Nguyễn Văn Thủy 61' | Chi tiết On Sports | - Trần Thanh Long 12' - HLV Nguyễn Việt Thắng 24' - Nguyễn Khắc Khiêm 45+6' - Nguyễn Trọng Phú 89' | Sân vận động: Thanh Trì Lượng khán giả: 800 Trọng tài: Nguyễn Mạnh Hải |  |

| 02 tháng 7 năm 2022 | Bà Rịa – Vũng Tàu     | 0–0                 | Đắk Lắk             | Bà Rịa, Bà Rịa Vũng Tàu                                             |  |
| 18:00               | - Trần Hoàng Hưng 69' | Chi tiết On Sports+ | - Hồ Việt Hoàng 43' | Sân vận động: Bà Rịa Lượng khán giả: 2.000 Trọng tài: Trần Văn Khỏe |  |

| 03 tháng 7 năm 2022 | Công an Nhân dân                                | 2–0                     | Bình Phước          | Thành phố Ninh Bình, Ninh Bình                                            |  |
| 15:30               | - Nguyễn Văn Anh 4' - Võ Lý 60' - Đỗ Sỹ Huy 86' | Chi tiết On Sports News | - Nguyễn Cao Kỳ 72' | Sân vận động: Ninh Bình Lượng khán giả: 1.000 Trọng tài: Hoàng Thanh Bình |  |

| 03 tháng 7 năm 2022 | Long An | 3–1                                      | Huế                                          | Tân An, Long An                                                     |  |
| 17:00               | - Hoàng Vĩnh Nguyên 24' 59' - Nguyễn Ngọc Thắng 27' - Đoàn Hải Quân 45+2', 47' - Phan Tấn Tài 83' - Phan Nhật Thành Long 90+2' | Chi tiết App On Sports TV, App VTVcab ON | - Vũ Văn Quyết 45+2' - Bùi Tiến Sinh 50' 54' | Sân vận động: Long An Lượng khán giả: 400 Trọng tài: Nguyễn Văn Tạo |  |

| 03 tháng 7 năm 2022 | Phố Hiến                                                                                     | 1–0                | Quảng Nam                                                                                     | Văn Giang, Hưng Yên                                                      |  |
| 18:00               | - Nguyễn Thanh Nhàn 56' - Nguyễn Anh Tuấn 90+2' - GĐKT Mauro Alexande Tavares Jeronimo 90+3' | Chi tiết On Sports | - Trịnh Văn Hà 22' - Mạc Đức Việt Anh 40' - CBPTKT Nguyễn Đại Đồng 90+2' - Mạnh Ngọc Hà 90+4' | Sân vận động: TTĐT trẻ PVF Lượng khán giả: 1.000 Trọng tài: Lê Đức Thuận |  |

#### Vòng 6
| 08 tháng 7 năm 2022 | Long An                                                                                                   | 1–0                     | Đắk Lắk                                                                                   | Tân An, Long An                                                      |  |
| 17:00               | - Phan Tấn Tài 39' - Thái Minh Thuận 70' - Trần Ngọc Hà 83' - Trần Ngọc Phương 90+2' - Huỳnh Tấn Vũ 90+4' | Chi tiết On Sports News | - Phan Văn Huy 15' - Hổ 21' - Danh Lương Thực 63' - Trần Minh Hiếu 86' - Hà Ngọc Vũ 90+4' | Sân vận động: Long An Lượng khán giả: 1.000 Trọng tài: Nguyễn Anh Vũ |  |

| 09 tháng 7 năm 2022 | Quảng Nam                                                                          | 2–0                                      | Phù Đổng | Tam Kỳ, Quảng Nam                                               |  |
| 17:00               | - Lê Văn Nam 30' - Hà Minh Tuấn 47' - Nguyễn Văn Ka 90+5' - Mạc Đức Việt Anh 90+5' | Chi tiết App On Sports TV, App VTVcab ON |          | Sân vận động: Tam Kỳ Lượng khán giả: 500 Trọng tài: Hà Văn Thức |  |

| 09 tháng 7 năm 2022 | Bình Phước            | 0–2                                      | Bà Rịa – Vũng Tàu                                                             | Đồng Xoài, Bình Phước                                                 |  |
| 17:00               | - Nguyễn Văn Thời 14' | Chi tiết App On Sports TV, App VTVcab ON | - Nguyễn Văn Tám 35' 35' - Nguyễn Văn Thạnh 37' 71' - Phan Công Quỳnh Anh 43' | Sân vận động: Bình Phước Lượng khán giả: 3.000 Trọng tài: Đỗ Thành Đệ |  |

| 10 tháng 7 năm 2022 | Huế                                                              | 1–0                 | Phú Thọ                                    | Huế, Thừa Thiên Huế                                                    |  |
| 16:00               | - Bùi Duy Bảo 28' - Lê Quốc Nhật Nam 50' - Hồ Thanh Minh 86' 86' | Chi tiết On Sports+ | - Nguyễn Văn Tài 71' - Võ Minh Trọng 90+1' | Sân vận động: Tự Do Lượng khán giả: 1.000 Trọng tài: Nguyễn Ngọc Thắng |  |

| 10 tháng 7 năm 2022 | Khánh Hòa | 0–1                | Phố Hiến                                                           | Nha Trang, Khánh Hòa                                                      |  |
| 17:00               |           | Chi tiết On Sports | - Nguyễn Đức Phú 65' - Nguyễn Tiến Đình 79' - Phạm Hữu Nghĩa 90+5' | Sân vận động: 19 tháng 8 Lượng khán giả: 2.000 Trọng tài: Khổng Tam Cường |  |

| 10 tháng 7 năm 2022 | Cần Thơ                                          | 0–1                                   | Công an Nhân dân                              | Thành phố Cần Thơ, Cần Thơ                                          |  |
| 18:00               | - Nguyễn Khắc Khiêm 38' - Nguyễn Thanh Hải 45+1' | Chi tiết On Sports+, App On Sports TV | - Võ Lý 9' - Lê Minh Bình 72' - Đỗ Sỹ Huy 89' | Sân vận động: Cần Thơ Lượng khán giả: 600 Trọng tài: Trần Mạnh Hùng |  |

#### Vòng 7
| 16 tháng 7 năm 2022 | Đắk Lắk                                                                           | 2–1                     | Bình Phước                                                                                              | Buôn Ma Thuột, Đắk Lắk                                                       |  |
| 15:30               | - Hổ 11' - Phạm Gia Hưng 82' - Danh Lương Thực 90+2' - Trần Minh Hiếu 90+4' 90+4' | Chi tiết On Sports News | - Nguyễn Đình Tài 85' - Rơ Lan Dem 89' - Bùi Trần Vũ 90+6' (hết trận) - Nguyễn Văn Quý 90+6' (hết trận) | Sân vận động: Buôn Ma Thuột Lượng khán giả: 3.000 Trọng tài: Nguyễn Hữu Tuấn |  |

| 16 tháng 7 năm 2022 | Phú Thọ                                                                                             | 1–0                  | Long An                                                                       | Việt Trì, Phú Thọ                                                     |  |
| 16:00               | - Đỗ Văn Việt 27' - Lê Hải Đức 44' (ph.đ.) 72' - Nguyễn Hữu Tuấn 62' - HLV Vũ Như Thành 90+4' 90+5' | Chi tiết On Football | - Trợ lý HLV Nguyễn Anh Đức 18' - Trần Ngọc Phương 45+1' - Nguyễn Khắc Vũ 61' | Sân vận động: Việt Trì Lượng khán giả: 200 Trọng tài: Trần Quốc Thịnh |  |

| 16 tháng 7 năm 2022 | Phố Hiến                                                                   | 2–1                                      | Cần Thơ | Văn Giang, Hưng Yên                                                       |  |
| 18:00               | - Nguyễn Hải Nam 33' - Nguyễn Thanh Nhàn 85' - Nguyễn Anh Tuấn 90+3' 90+4' | Chi tiết App On Sports TV, App VTVcab ON | - Nguyễn Thiện Chí 33' - Nguyễn Trọng Phú 60' - Hồ Trường Khang 66' - Nguyễn Lý Nam Cung 87' - Nguyễn Khắc Khiêm 90+2' | Sân vận động: TTĐT trẻ PVF Lượng khán giả: 1.000 Trọng tài: Lê Thanh Tùng |  |

| 17 tháng 7 năm 2022 | Phù Đổng                                                                          | 1–2                 | Công an Nhân dân                                                | Thanh Trì, Hà Nội                                                       |  |
| 16:00               | - Phạm Văn Quý 84' - Ngô Đức Huy 87' - Trần Minh Chiến 90' - Nguyễn Văn Văn 90+5' | Chi tiết On Sports+ | - Võ Lý 17' - Nguyễn Trung Đại Dương 61' - Nguyễn Văn Anh 90+1' | Sân vận động: Thanh Trì Lượng khán giả: 400 Trọng tài: Hoàng Thanh Bình |  |

| 17 tháng 7 năm 2022 | Khánh Hòa         | 1–1                                      | Quảng Nam                                  | Nha Trang, Khánh Hòa                                                   |  |
| 17:00               | - Trần Lê Duy 36' | Chi tiết App On Sports TV, App VTVcab ON | - Nguyễn Duy Kiên 56' 87' - Lê Văn Nam 64' | Sân vận động: 19 tháng 8 Lượng khán giả: 3.000 Trọng tài: Lê Đức Thuận |  |

| 17 tháng 7 năm 2022 | Bà Rịa – Vũng Tàu                             | 0–1                                    | Huế                                                         | Bà Rịa, Bà Rịa Vũng Tàu                                              |  |
| 18:00               | - Lê Quỳnh Huy Tín 37' - Nguyễn Văn Thạnh 55' | Chi tiết On Football, App On Sports TV | - Trần Thành 39' - Huỳnh Thế Hiếu 42' - Nguyễn Tiến Tạo 61' | Sân vận động: Bà Rịa Lượng khán giả: 3.000 Trọng tài: Đặng Quốc Dũng |  |

#### Vòng 8
| 22 tháng 7 năm 2022 | Phú Thọ               | 0–1                 | Phù Đổng                                                          | Việt Trì, Phú Thọ                                                 |  |
| 16:00 | - Hồ Ngọc Thắng 90+4' | Chi tiết On Sports+ | - Lương Văn Hùng 14' 38' - Lê Tiến Thành 70' - Phạm Văn Quý 90+4' | Sân vận động: Việt Trì Lượng khán giả: 300 Trọng tài: Vũ Văn Việt |  |
| Ghi chú: Phú Thọ được chỉ đạo bởi trợ lý Hồ Hoàng Tiến, do HLV Vũ Như Thành bị treo giò vì nhận thẻ đỏ ở trận đấu giữa Phú Thọ và Long An tại vòng 7. |                       |                     |                                                                   |                                                                   |  |

| 22 tháng 7 năm 2022 | Quảng Nam                                                                              | 2–1                  | Bình Phước | Tam Kỳ, Quảng Nam                                                    |  |
| 17:00               | - Mạch Ngọc Hà 45+2' (ph.đ.) - Lê Văn Nam 69' - Hà Minh Tuấn 85' - Nguyễn Duy Kiên 87' | Chi tiết On Football | - Nguyễn Văn Điều 68' - Phạm Trần Thanh Vũ 70' - Nguyễn Văn Quý 82' - Trịnh Nguyễn Mai Tài Lộc 87' - Lương Thanh Sang 90+4' | Sân vận động: Tam Kỳ Lượng khán giả: 700 Trọng tài: Nguyễn Ngọc Tùng |  |

| 23 tháng 7 năm 2022 | Đắk Lắk                                  | 0–1                 | Khánh Hòa                                 | Buôn Ma Thuột, Đắk Lắk                                                         |  |
| 15:30               | - Lê Thành Lâm 31' - Đinh Tiến Phong 72' | Chi tiết On Sports+ | - Trần Trọng Hiếu 24' - Trần Đình Kha 90' | Sân vận động: Buôn Ma Thuột Lượng khán giả: 1.000 Trọng tài: Nguyễn Ngọc Thắng |  |

| 23 tháng 7 năm 2022 | Phố Hiến | 3–0                | Huế                                                       | Văn Giang, Hưng Yên                                                        |  |
| 18:00               | - Nguyễn Hiểu Minh 7' - Lê Văn Đô 25' (ph.đ.) - Võ Anh Quân 43' - Huỳnh Minh Đoàn 45' - Nguyễn Anh Tuấn 89' | Chi tiết On Sports | - Lê Ngọc Thiên Ân 77' - Nguyễn Văn Sang 90+5' (hết trận) | Sân vận động: TTĐT trẻ PVF Lượng khán giả: 700 Trọng tài: Hoàng Thanh Bình |  |

| 24 tháng 7 năm 2022 | Công an Nhân dân      | 0–0                | Long An | Thành phố Ninh Bình, Ninh Bình                                       |  |
| 15:30               | - Giáp Tuấn Dương 57' | Chi tiết On Sports |         | Sân vận động: Ninh Bình Lượng khán giả: 3.500 Trọng tài: Hà Văn Thức |  |

| 24 tháng 7 năm 2022 | Bà Rịa – Vũng Tàu | 0–0                | Cần Thơ                | Bà Rịa, Bà Rịa Vũng Tàu                                             |  |
| 18:00               |                   | Chi tiết On Sports | - Nguyễn Thanh Hải 79' | Sân vận động: Bà Rịa Lượng khán giả: 3.000 Trọng tài: Trần Văn Khỏe |  |

#### Vòng 9
| 29 tháng 7 năm 2022 | Huế                                                                                   | 2–1                | Công an Nhân dân                          | Huế, Thừa Thiên Huế                                               |  |
| 16:00               | - Hồ Thanh Minh 44' 90+5' - Trần Thành 63' - Lê Quốc Nhật Nam 65' - Trần Đức Phát 67' | Chi tiết On Sports | - Trần Thanh Sơn 63' - Nguyễn Văn Anh 87' | Sân vận động: Tự Do Lượng khán giả: 2.000 Trọng tài: Lê Đúc Thuận |  |

| 29 tháng 7 năm 2022 | Bình Phước                                                                                                  | 1–1                     | Phố Hiến                                                                   | Đồng Xoài, Bình Phước                                                |  |
| 17:00               | - Đậu Thanh Phong 48' - Huỳnh Văn Ly 50' - Nguyễn Đình Tài 59' - Nguyễn Văn Thời 66' - Phạm Văn Hội 79' 79' | Chi tiết On Sports News | - Nguyễn Thanh Nhàn 30' - Nguyễn Đình Tài 44' (l.n.) - Huỳnh Minh Đoàn 51' | Sân vận động: Bình Phước Lượng khán giả: 2.000 Trọng tài: Đỗ Anh Đức |  |

| 30 tháng 7 năm 2022 | Phù Đổng                  | 0–1                  | Đắk Lắk                                                                                | Thanh Trì, Hà Nội                                                    |  |
| 16:00               | - Khổng Minh Giao Bảo 47' | Chi tiết On Football | - Đoàn Cao Danh 80' - Thái Minh Hiếu 88' - Nguyễn Thanh Phú 90+2' - Phạm Văn Huy 90+3' | Sân vận động: Thanh Trì Lượng khán giả: 200 Trọng tài: Lê Thanh Tùng |  |

| 30 tháng 7 năm 2022 | Long An                                                                                           | 3–2                | Quảng Nam                           | Tân An, Long An                                                        |  |
| 17:00               | - Nguyễn Ngọc Thắng 23' - Phan Tấn Tài 30' - Phan Nhật Thanh Long 38' 68' - Ngô Hoàng Anh 83' 83' | Chi tiết On Sports | - Hồ Minh Dĩ 20' - Ngân Văn Đại 65' | Sân vận động: Long An Lượng khán giả: 1.000 Trọng tài: Nguyễn Văn Chôm |  |

| 31 tháng 7 năm 2022 | Khánh Hòa                                                                                  | 1–0                  | Bà Rịa – Vũng Tàu                        | Nha Trang, Khánh Hòa                                                     |  |
| 17:00               | - Nguyễn Thành Lộc 9' 90+1' - Nguyễn Duy Dương 64' - Trần Lê Duy 82' - Trần Thế Kiệt 90+2' | Chi tiết On Football | - Ngô Viết Phú 52' - Tô Phương Thịnh 89' | Sân vận động: 19 tháng 8 Lượng khán giả: 3.500 Trọng tài: Trần Mạnh Hùng |  |

| 31 tháng 7 năm 2022 | Cần Thơ                                                                                    | 2–2                | Phú Thọ                                                                                      | Thành phố Cần Thơ, Cần Thơ                                         |  |
| 18:00               | - Nguyễn Thiện Chí 71' - Trần Thanh Long 83' - Nguyễn Vũ Linh 88' - Trương Đình Nhân 90+1' | Chi tiết On Sports | - Nguyễn Văn Tùng 50' - CBKT Đậu Ngọc Tân 72' - HLV Vũ Như Thành 72' - Nguyễn Mạnh Duy 90+6' | Sân vận động: Cần Thơ Lượng khán giả: 800 Trọng tài: Nguyễn Anh Vũ |  |

#### Vòng 10
| 06 tháng 8 năm 2022 | Phù Đổng                                      | 1–1                  | Long An                                                                           | Thanh Trì, Hà Nội                                                   |  |
| 16:00               | - Đinh Việt Lộc 83' - Nguyễn Đức Anh Quốc 90' | Chi tiết On Football | - Trần Ngọc Phương 55' - Huỳnh Tấn Vũ 58' - Nguyễn Khắc Vũ 81' - Phan Tấn Tài 87' | Sân vận động: Thanh Trì Lượng khán giả: 200 Trọng tài: Vũ Phúc Hoan |  |

| 06 tháng 8 năm 2022 | Khánh Hòa                | 1–0                | Bình Phước                                  | Nha Trang, Khánh Hòa                                                          |  |
| 17:00               | - Nguyễn Thành Lộc 90+6' | Chi tiết On Sports | - Nguyễn Văn Việt 90' - Nguyễn Cao Kỳ 90+5' | Sân vận động: 19 tháng 8 Lượng khán giả: 2.700 Trọng tài: Nguyễn Kim Việt Bảo |  |

| 06 tháng 8 năm 2022 | Cần Thơ                                                         | 3–0                 | Huế                                          | Thành phố Cần Thơ, Cần Thơ                                           |  |
| 18:00               | - Trần Thanh Long 29' - Nguyễn Văn Trọng 69' - Vũ Quang Nam 85' | Chi tiết On Sports+ | - Trần Phạm Bảo Tuấn 68' - Bùi Tiến Sinh 82' | Sân vận động: Cần Thơ Lượng khán giả: 1.100 Trọng tài: Phan Văn Tuấn |  |

| 07 tháng 8 năm 2022                                                                                         | Phú Thọ          | 0–4                 | Công an Nhân dân                                                                                         | Việt Trì, Phú Thọ                                                        |  |
| 16:00 | - Lê Hải Đức 49' | Chi tiết On Sports+ | - Trần Văn Đạt 16' - Nguyễn Trung Đại Dương 39' - Nguyễn Hữu Thực 50' - Trần Thanh Sơn 89' - Võ Lý 90+5' | Sân vận động: Việt Trì Lượng khán giả: 1.400 Trọng tài: Hoàng Thanh Bình |  |
| Ghi chú: Phú Thọ được chỉ đạo bởi trợ lý Hồ Hoàng Tiến, do HLV Vũ Như Thành bị treo giò vì nhận 3 thẻ vàng. |                  |                     | |                                                                          |  |

| 07 tháng 8 năm 2022 | Quảng Nam                                                                                               | 3–0                | Đắk Lắk                              | Tam Kỳ, Quảng Nam                                                  |  |
| 17:00               | - Hà Minh Tuấn 15' - Nguyễn Vũ Tín 19' 40' - Huỳnh Tấn Sinh 34' - Hồ Minh Dĩ 36' - Trần Đức Chung 90+1' | Chi tiết On Sports | - Đỗ Xuân Thi 38' - Phan Văn Huy 46' | Sân vận động: Tam Kỳ Lượng khán giả: 2.500 Trọng tài: Ngô Đắc Tiến |  |

| 07 tháng 8 năm 2022 | Phố Hiến                                                                | 1–3                                      | Bà Rịa – Vũng Tàu                                                                       | Văn Giang, Hưng Yên                                                    |  |
| 18:00               | - Nguyễn Thanh Nhàn 30' - Huỳnh Minh Đoàn 32' 54' - Trần Ngọc Sơn 90+5' | Chi tiết App On Sports TV, App VTVcab ON | - Ngô Viết Phú 2' - Tô Phương Thịnh 45' - Nguyễn Ngọc Hùng 45+5' - Nguyễn Văn Giang 87' | Sân vận động: TTĐT trẻ PVF Lượng khán giả: 1.000 Trọng tài: Đỗ Anh Đức |  |

#### Vòng 11
| 12 tháng 8 năm 2022 | Đắk Lắk                                                     | 0–0                  | Phố Hiến                             | Buôn Ma Thuột, Đắk Lắk                                                  |  |
| 15:30               | - Trần Minh Hiếu 22' - Lê Thành Lâm 70' - Đỗ Xuân Thi 90+1' | Chi tiết On Football | - Nguyễn Đức Phú 45' - Lê Văn Đô 86' | Sân vận động: Buôn Ma Thuột Lượng khán giả: 300 Trọng tài: Lê Đức Thuận |  |

| 12 tháng 8 năm 2022 | Long An                                                                               | 2–1                | Cần Thơ                                 | Tân An, Long An                                                       |  |
| 17:00               | - Lê Hoàng Dương 51' - Nguyễn Quốc Trung 65' - Ngô Hoàng Anh 69' - Nguyễn Khắc Vũ 81' | Chi tiết On Sports | - Dương Văn An 78' - Phạm Trọng Hóa 83' | Sân vận động: Long An Lượng khán giả: 1.000 Trọng tài: Nguyễn Văn Tạo |  |

| 12 tháng 8 năm 2022 | Bà Rịa – Vũng Tàu     | 0–1                     | Quảng Nam | Bà Rịa, Bà Rịa Vũng Tàu                                              |  |
| 18:00               | - Trịnh Văn Quang 76' | Chi tiết On Sports News | - Mạch Ngọc Hà 34' (ph.đ.) - Nguyễn Văn Ngọc 38' - Nguyễn Văn Bách 53' 78' - Tống Đức An 83' - Bùi Văn Hiếu 90+5' | Sân vận động: Bà Rịa Lượng khán giả: 2.000 Trọng tài: Trần Mạnh Hùng |  |

| 13 tháng 8 năm 2022 | Huế | 0–0                 | Phù Đổng | Huế, Thừa Thiên Huế                                                  |  |
| 16:00               |     | Chi tiết On Sports+ |          | Sân vận động: Tự Do Lượng khán giả: 2.500 Trọng tài: Khổng Tam Cường |  |

| 13 tháng 8 năm 2022 | Công an Nhân dân | 0–0                | Khánh Hòa             | Thành phố Ninh Bình, Ninh Bình                                       |  |
| 16:30               |                  | Chi tiết On Sports | - Trần Trọng Hiếu 43' | Sân vận động: Ninh Bình Lượng khán giả: 2.000 Trọng tài: Hà Văn Thức |  |

| 13 tháng 8 năm 2022 | Bình Phước                             | 1–2                                      | Phú Thọ | Đồng Xoài, Bình Phước                                                    |  |
| 17:00               | - Bùi Trần Vũ 63' - Đồng Văn Trung 67' | Chi tiết App On Sports TV, App VTVcab ON | - Hoàng Anh Tuấn 13' - CBKT Đậu Ngọc Tân 33' - Lê Hải Đức 40' - Nguyễn Thái Học 58' - Trương Ngọc Mười 69' - Bùi Đình Sơn 75' - Nguyễn Huỳnh Sang 85' - Nguyễn Thế Dương 85' - Nguyễn Văn Chung 78' 90+3' | Sân vận động: Bình Phước Lượng khán giả: 2.000 Trọng tài: Trần Văn Trọng |  |

#### Vòng 12
| 20 tháng 8 năm 2022 | Phù Đổng                                                                 | 1–2                                      | Phú Thọ | Thanh Trì, Hà Nội                                                        |  |
| 16:00               | - Nguyễn Tuấn Hiệp 35' (ph.đ.) - Đinh Viết Lộc 45+2' - Ngô Thành Tài 54' | Chi tiết App On Sports TV, App VTVcab ON | - Võ Minh Trọng 60' - Nguyễn Văn Tùng 62' - Nguyễn Văn Vinh 77' - Hồ Ngọc Thắng 81', 84' - Bùi Đình Sơn 90' | Sân vận động: Thanh Trì Lượng khán giả: 1.000 Trọng tài: Trần Trung Hiếu |  |

| 20 tháng 8 năm 2022 | Long An               | 0–0              | Công an Nhân dân                              | Tân An, Long An                                                      |  |
| 17:00               | - Thái Minh Thuận 17' | Chi tiết Info TV | - Trần Thanh Sơn 66' - Nguyễn Hữu Anh Tài 86' | Sân vận động: Long An Lượng khán giả: 1.000 Trọng tài: Nguyễn Anh Vũ |  |

| 21 tháng 8 năm 2022 | Huế | 1–0                 | Phố Hiến                                                            | Huế, Thừa Thiên Huế                                                |  |
| 16:00               | - Trần Thành 45' 85' - Nguyễn Văn Trọng 72' - Lê Quốc Nhật Nam 84' - Nguyễn Tiến Tạo 88' - Nguyễn Hữu Tiệp 90+11' | Chi tiết On Sports+ | - Nguyễn Hải Nam 14' - Lê Văn Đô 80' - Nguyễn Hiếu Minh 45+2' 90+4' | Sân vận động: Tự Do Lượng khán giả: 1.000 Trọng tài: Mai Xuân Hùng |  |

| 21 tháng 8 năm 2022 | Khánh Hòa                                                                                 | 2–0                | Đắk Lắk                       | Nha Trang, Khánh Hòa                                                        |  |
| 17:00               | - Lê Thanh Bình 13' 36' - Trần Trọng Hiếu 41' - Nguyễn Hữu Khôi 45+1' - Võ Ngọc Cường 82' | Chi tiết On Sports | - CBPTKT Trương Minh Tiến 71' | Sân vận động: 19 tháng 8 Lượng khán giả: 2.500 Trọng tài: Nguyễn Ngọc Thắng |  |

| 21 tháng 8 năm 2022 | Bình Phước                                                                                            | 1–2                                      | Quảng Nam                                                                                              | Đồng Xoài, Bình Phước                                                  |  |
| 17:00               | - Hà Kiên Cường 66' - Huỳnh Văn Ly 90+1' - Nhân viên vật lý trị liệu Nguyễn Xuân Sơn 90+6' (hết trận) | Chi tiết App On Sports TV, App VTVcab ON | - Mạch Ngọc Hà 58' (ph.đ.) - Hồ Minh Dĩ 61' - Lê Văn Nam 64' - Phạm Đức Thông 73' - Bùi Văn Hiếu 90+5' | Sân vận động: Bình Phước Lượng khán giả: 1.500 Trọng tài: Lê Đức Thuận |  |

| 21 tháng 8 năm 2022 | Cần Thơ                | 0–1                                   | Bà Rịa – Vũng Tàu                                                  | Thành phố Cần Thơ, Cần Thơ                                         |  |
| 18:00               | - Nguyễn Thiện Chí 53' | Chi tiết On Sports+, App On Sports TV | - Tô Phương Thịnh 40' - Phù Trung Phong 41' - Ngô Viết Phú 47' 79' | Sân vận động: Cần Thơ Lượng khán giả: 300 Trọng tài: Phan Văn Tuấn |  |

#### Vòng 13
| 26 tháng 8 năm 2022 | Phú Thọ                                                                  | 1–2                  | Cần Thơ | Việt Trì, Phú Thọ                                                     |  |
| 16:00               | - Nguyễn Văn Vinh 28' 28' 88' - Nguyễn Văn Tài 85' - Hồ Ngọc Thắng 90+5' | Chi tiết On Football | - Hoàng Thanh Tùng 43' - Dương Văn An 66' 84' - Nguyễn Trọng Phú 70' - Nguyễn Hoàng Duy 85' - Trợ lý HLV Trương Đình Luật 90+1' - Đặng Ngọc Tuấn 90+4' - Hồ Trường Khang 90+6' | Sân vận động: Việt Trì Lượng khán giả: 1.000 Trọng tài: Lê Thanh Tùng |  |

| 26 tháng 8 năm 2022 | Bà Rịa – Vũng Tàu                             | 1–1                     | Khánh Hòa                             | Bà Rịa, Bà Rịa Vũng Tàu                                                   |  |
| 18:00               | - Lê Quyền Huy Tín 18' - Nguyễn Văn Tám 90+1' | Chi tiết On Sports News | - Lê Thanh Bình 59' - Võ Út Cường 73' | Sân vận động: Bà Rịa Lượng khán giả: 2.000 Trọng tài: Nguyễn Kim Việt Bảo |  |

| 27 tháng 8 năm 2022 | Công an Nhân dân                                                                          | 3–0                 | Huế              | Thành phố Ninh Bình, Ninh Bình                                       |  |
| 16:30               | - Giáp Tuấn Dương 33' - Nguyễn Hữu Thực 40' - Đinh Thanh Bình 60', 68' - Lê Minh Bình 82' | Chi tiết On Sports+ | - Trần Thành 86' | Sân vận động: Ninh Bình Lượng khán giả: 1.000 Trọng tài: Hà Văn Thức |  |

| 27 tháng 8 năm 2022 | Quảng Nam             | 0–0                | Long An                                                              | Tam Kỳ, Quảng Nam                                                    |  |
| 17:00               | - Nguyễn Duy Kiên 87' | Chi tiết On Sports | - Nguyễn Ngọc Thắng 28' - Nguyễn Khắc Vũ 59' - Hoàng Vĩnh Nguyên 79' | Sân vận động: Tam Kỳ Lượng khán giả: 3.000 Trọng tài: Đặng Quốc Dũng |  |

| 28 tháng 8 năm 2022 | Đắk Lắk                                    | 1–3                  | Phù Đổng                                                                                         | Buôn Ma Thuột, Đắk Lắk                                                     |  |
| 15:30               | - Đinh Xuân Dương 65' - Thái Minh Hiếu 84' | Chi tiết On Football | - Bùi Anh Thống 18' 28', 47' - Nguyễn Văn Văn 25' 65' - Ngô Đức Huy 37' - Khổng Mình Gia Bảo 60' | Sân vận động: Buôn Ma Thuột Lượng khán giả: 600 Trọng tài: Khổng Tam Cường |  |

| 28 tháng 8 năm 2022 | Phố Hiến                 | 0–0                 | Bình Phước                                                          | Văn Giang, Hưng Yên                                                  |  |
| 18:00               | - Trịnh Quang Trường 25' | Chi tiết On Sports+ | - Hà Kiên Cường 89' - Lâm Văn Ngoan 90+4' - HLV Lê Thanh Xuân 90+4' | Sân vận động: TTĐT trẻ PVF Lượng khán giả: 700 Trọng tài: Đỗ Anh Đức |  |

#### Vòng 14
| 02 tháng 9 năm 2022 | Bình Phước          | 0–1                     | Khánh Hòa              | Đồng Xoài, Bình Phước                                                     |  |
| 17:00               | - Phan Bá Quyền 49' | Chi tiết On Sports News | - Nguyễn Thành Lộc 89' | Sân vận động: Bình Phước Lượng khán giả: 2.000 Trọng tài: Nguyễn Văn Chôm |  |

| 02 tháng 9 năm 2022 | Bà Rịa – Vũng Tàu                       | 1–1                | Phố Hiến                                         | Bà Rịa, Bà Rịa Vũng Tàu                                              |  |
| 18:00               | - Ngô Viết Phú 56' - Phan Thanh Hậu 88' | Chi tiết On Sports | - Nguyễn Thanh Nhàn 10' - Trịnh Quang Trường 13' | Sân vận động: Bà Rịa Lượng khán giả: 2.000 Trọng tài: Dương Hữu Phúc |  |

| 03 tháng 9 năm 2022 | Đắk Lắk               | 0–0                 | Quảng Nam                                                                           | Buôn Ma Thuột, Đắk Lắk                                                    |  |
| 15:30               | - Phạm Văn Trường 24' | Chi tiết On Sports+ | - Nguyễn Văn Bách 59' - Lê Thành Phong 73' - Nguyễn Văn Ka 90' - Ngân Văn Đại 90+2' | Sân vận động: Buôn Ma Thuột Lượng khán giả: 1.000 Trọng tài: Lê Đức Thuận |  |

| 03 tháng 9 năm 2022 | Công an Nhân dân                                                           | 2–0                  | Phú Thọ | Thành phố Ninh Bình, Ninh Bình                                            |  |
| 16:30               | - Nguyễn Trung Đại Dương 22' - Đinh Thanh Bình 35' - Hoàng Trung Phong 88' | Chi tiết On Football |         | Sân vận động: Ninh Bình Lượng khán giả: 2.000 Trọng tài: Hoàng Thanh Bình |  |

| 04 tháng 9 năm 2022 | Huế                                         | 1–1                | Cần Thơ                                                              | Huế, Thừa Thiên Huế                                                    |  |
| 16:00               | - Trần Phạm Bảo Tuấn 53' - Vũ Văn Quyết 71' | Chi tiết On Sports | - Trần Văn Hòa 22' - Hồ Trường Khang 24' - HLV Nguyễn Việt Thắng 53' | Sân vận động: Tự Do Lượng khán giả: 1.000 Trọng tài: Nguyễn Ngọc Thắng |  |

| 04 tháng 9 năm 2022 | Long An | 6–2                 | Phù Đổng                                                                                   | Tân An, Long An                                                    |  |
| 17:00               | - Trần Ngọc Phương 9', 38', 68' - Thái Minh Thuận 20' - Phan Tấn Tài 32' 74' - Phan Nhật Thanh Long 33' 71' - Dương Anh Tú 74' - Huỳnh Tuấn Vũ 79' - Nguyễn Ngọc Thắng 84' - Nguyễn Thanh Khôi 90+3' | Chi tiết On Sports+ | - Bùi Anh Thống 21' (ph.đ.) - Vương Quốc Trung 51' - Trần Vương 83' - Trần Văn Thắng 90+1' | Sân vận động: Long An Lượng khán giả: 800 Trọng tài: Trần Văn Khỏe |  |

#### Vòng 15
| 23 tháng 9 năm 2022 | Phú Thọ                                                                               | 1–0                     | Bình Phước | Việt Trì, Phú Thọ                                                |  |
| 16:00               | - Hồ Ngọc Thắng 6' - Nguyễn Văn Tài 45+2' - Đỗ Văn Việt 88' - Bác sỹ Đàm Huy Phúc 90' | Chi tiết On Sports News |            | Sân vận động: Việt Trì Lượng khán giả: 500 Trọng tài: Đỗ Anh Đức |  |

| 23 tháng 9 năm 2022 | Phù Đổng                                                           | 1–3                 | Huế                                                                                            | Thanh Trì, Hà Nội                                                      |  |
| 16:00               | - Trần Kỳ Anh 17' - Bùi Anh Thống 37' (ph.đ.) - Hồ Văn Duy Bảo 73' | Chi tiết On Sports+ | - Hồ Thanh Minh 50' - Trần Thành 70' (ph.đ.) - Vũ Văn Quyết 72' - Lê Quốc Nhật Nam 84' (ph.đ.) | Sân vận động: Thanh Trì Lượng khán giả: 200 Trọng tài: Nguyễn Mạnh Hải |  |

| 23 tháng 9 năm 2022 | Quảng Nam                                                                     | 2–1                  | Bà Rịa – Vũng Tàu                             | Tam Kỳ, Quảng Nam                                                    |  |
| 17:00               | - Hoàng Thế Tài 22' - Ngân Văn Đại 45' - Hồ Minh Dĩ 50' - Phí Minh Long 90+3' | Chi tiết On Football | - Nguyễn Văn Thạnh 10' 23' - Đỗ Tấn Thành 86' | Sân vận động: Tam Kỳ Lượng khán giả: 1.000 Trọng tài: Đặng Quốc Dũng |  |

| 23 tháng 9 năm 2022 | Cần Thơ                                                               | 1–6                                   | Long An                                                                                                | Thành phố Cần Thơ, Cần Thơ                                           |  |
| 18:00               | - Trần Anh Thi 47' (l.n.) - Nguyễn Tuấn Đạt 58' - Trần Thanh Long 79' | Chi tiết On Sports+, App On Sports TV | - Phan Tấn Tài 14', 49', 67' - Đặng Ngọc Tuấn 35' (l.n.) - Nguyễn Thanh Khôi 72' - Cù Nguyễn Khánh 83' | Sân vận động: Cần Thơ Lượng khán giả: 700 Trọng tài: Nguyễn Văn Chôm |  |

| 24 tháng 9 năm 2022 | Khánh Hòa                                                        | 1–1                | Công an Nhân dân                                                                              | Nha Trang, Khánh Hòa                                                       |  |
| 17:00               | - Nguyễn Thành Lộc 27' - Nguyễn Đình Nhơm 49' - Lê Tấn Tài 90+3' | Chi tiết On Sports | - Nguyễn Trung Đại Dương 32' - Giáp Tuấn Dương 39' - Lê Minh Bình 82' - Phùng Viết Trường 90' | Sân vận động: 19 tháng 8 Lượng khán giả: 3.500 Trọng tài: Nguyễn Ngọc Châu |  |

| 24 tháng 9 năm 2022 | Phố Hiến | 3–1                     | Đắk Lắk                  | Văn Giang, Hưng Yên                                                   |  |
| 18:00               | - Nguyễn Hữu Nam 53' - Lê Văn Đô 70' - Trần Ngọc Sơn 78' - Huỳnh Công Đến 79' - Nguyễn Thanh Nhàn 85' - Đào Văn Chưởng 90+1' | Chi tiết On Sports News | - Trần Minh Hiếu 71' 75' | Sân vận động: TTĐT trẻ PVF Lượng khán giả: 500 Trọng tài: Hà Văn Thức |  |

#### Vòng 16
| 27 tháng 9 năm 2022 | Long An                                  | 1–1                     | Phú Thọ                                                       | Tân An, Long An                                                       |  |
| 17:00               | - Ngô Hoàng Anh 66' - Trần Anh Thi 90+5' | Chi tiết On Sports News | - Nguyễn Văn Vinh 60' - Hồ Ngọc Thắng 82' - Võ Minh Trọng 89' | Sân vận động: Long An Lượng khán giả: 1.000 Trọng tài: Nguyễn Văn Tạo |  |

| 28 tháng 9 năm 2022 | Công an Nhân dân       | 1–3                  | Phù Đổng | Thành phố Ninh Bình, Ninh Bình                                     |  |
| 16:30               | - Vũ Tiến Long 24' 80' | Chi tiết On Football | - Bùi Anh Thống 23' - Nguyễn Văn Văn 29' - Nguyễn Văn Thủy 83' - Lê Quang Đại 90+2' - Vincent Trọng Trí Guyenne 90+2' | Sân vận động: Ninh Bình Lượng khán giả: 700 Trọng tài: Hà Văn Thức |  |

| 28 tháng 9 năm 2022 | Bình Phước                                          | 1–0                | Đắk Lắk          | Đồng Xoài, Bình Phước                                                  |  |
| 17:00               | - Rơ Lan Dem 30' - Hà Kiên Cường 59' - Điểu Quy 68' | Chi tiết On Sports | - Hà Ngọc Vũ 33' | Sân vận động: Bình Phước Lượng khán giả: 300 Trọng tài: Trần Văn Trọng |  |

| 28 tháng 9 năm 2022 | Cần Thơ                                                                | 1–4                     | Phố Hiến | Thành phố Cần Thơ, Cần Thơ                                         |  |
| 18:00               | - Hồ Trường Khang 23' - Nguyễn Thiện Chí 41' - Trần Thanh Long 50' 59' | Chi tiết On Sports News | - Trịnh Quang Trường 19' - Nguyễn Thanh Nhàn 27' - Lý Trung Hiếu 33' - Huỳnh Công Đến 51' - Tẩy Văn Toàn 76' | Sân vận động: Cần Thơ Lượng khán giả: 300 Trọng tài: Trần Văn Khỏe |  |

| 20 tháng 10 năm 2022 | Huế                                 | 1–2                     | Bà Rịa – Vũng Tàu                                                    | Huế, Thừa Thiên Huế                                             |  |
| 16:00 | - Nguyễn An 21' - Hồ Thanh Minh 56' | Chi tiết On Sports News | - Võ Ngọc Đức 12' - Nguyễn Văn Thạnh 75', 76' - Phan Thanh Hậu 90+3' | Sân vận động: Tự Do Lượng khán giả: 600 Trọng tài: Lê Đức Thuận |  |
| Ghi chú: Trận đấu dự kiến diễn ra vào ngày 27 tháng 9 năm 2022, nhưng đã bị hoãn do những diễn biến phức tạp và phạm vi ảnh hưởng lớn của Bão Noru và được đá bù vào ngày 20 tháng 10 năm 2022. |                                     |                         |                                                                      |                                                                 |  |

| 20 tháng 10 năm 2022 | Quảng Nam                                                          | 0–0                  | Khánh Hòa                                                                          | Tam Kỳ, Quảng Nam                                                   |  |
| 17:00 | - Hoàng Thế Tài 66' - Nguyễn Văn Toản 88' - Mạch Ngọc Hà 15' 90+7' | Chi tiết On Football | - Nguyễn Minh Huy 39' - Lê Duy Thanh 50' - Trần Văn Tùng 87' - Trần Thế Kiệt 90+3' | Sân vận động: Tam Kỳ Lượng khán giả: 2.000 Trọng tài: Mai Xuân Hùng |  |
| Ghi chú: Trận đấu dự kiến diễn ra vào ngày 27 tháng 9 năm 2022, nhưng đã bị hoãn do những diễn biến phức tạp và phạm vi ảnh hưởng lớn của Bão Noru và được đá bù vào ngày 20 tháng 10 năm 2022. |                                                                    |                      |                                                                                    |                                                                     |  |

#### Vòng 17
| 01 tháng 10 năm 2022 | Phú Thọ                                                             | 2–0                     | Huế                        | Việt Trì, Phú Thọ                                                      |  |
| 16:00                | - Nguyễn Thái Học 42' - Trương Ngọc Mười 65' - Nguyễn Thế Dương 70' | Chi tiết On Sports News | - Lê Võ Đình Hoàng Văn 53' | Sân vận động: Việt Trì Lượng khán giả: 150 Trọng tài: Nguyễn Ngọc Tùng |  |

| 02 tháng 10 năm 2022 | Đắk Lắk | 3–1                 | Long An                  | Buôn Ma Thuột, Đắk Lắk                                                       |  |
| 15:30                | - Nguyễn Ngọc Tú 31' - Lương Thanh Ngọc Lâm 54' - Phạm Gia Hưng 69' 69' - Trần Minh Hiếu 73' - Phạm Văn Trường 79' | Chi tiết On Sports+ | - Nguyễn Khắc Vũ 61' 66' | Sân vận động: Buôn Ma Thuột Lượng khán giả: 1.000 Trọng tài: Khổng Tam Cường |  |

| 02 tháng 10 năm 2022 | Phù Đổng                                    | 1–3                     | Quảng Nam                                                     | Thanh Trì, Hà Nội                                                  |  |
| 16:00                | - Bùi Anh Thống 9' - Khổng Minh Gia Bảo 61' | Chi tiết On Sports News | - Hoàng Thế Tài 38' - Nguyễn Văn Trạng 49' - Ngân Văn Đại 57' | Sân vận động: Thanh Trì Lượng khán giả: 500 Trọng tài: Lê Đức Cảnh |  |

| 02 tháng 10 năm 2022 | Công an Nhân dân                                                                  | 5–1                  | Cần Thơ            | Thành phố Ninh Bình, Ninh Bình                                           |  |
| 16:30                | - Đinh Thanh Bình 31', 86' - Lê Minh Bình 62', 79' - Lê Đức Lương 81' - A Sân 84' | Chi tiết On Football | - Dương Văn An 64' | Sân vận động: Ninh Bình Lượng khán giả: 2.000 Trọng tài: Trần Quốc Thịnh |  |

| 02 tháng 10 năm 2022 | Phố Hiến                                                              | 3–3                     | Khánh Hòa                                                                             | Văn Giang, Hưng Yên                                                    |  |
| 18:00                | - Huỳnh Nhật Tân 18' (l.n.) - Nguyễn Thanh Nhàn 64' - Lê Văn Đô 90+2' | Chi tiết On Sports News | - Lê Thanh Bình 14', 90' - Lê Duy Thanh 45' - Nguyễn Minh Huy 67' - Trần Lê Duy 90+4' | Sân vận động: TTĐT trẻ PVF Lượng khán giả: 1.500 Trọng tài: Đỗ Anh Đức |  |

| 02 tháng 10 năm 2022 | Bà Rịa – Vũng Tàu                              | 1–1                                  | Bình Phước            | Bà Rịa, Bà Rịa Vũng Tàu                                             |  |
| 18:00                | - Nguyễn Văn Thạnh 42' - Trần Hoàng Hưng 90+5' | Chi tiết On Sports, App On Sports TV | - Nguyễn Văn Điều 13' | Sân vận động: Bà Rịa Lượng khán giả: 1.000 Trọng tài: Nguyễn Anh Vũ |  |

#### Vòng 18
| 07 tháng 10 năm 2022 | Đắk Lắk               | 0–2                     | Bà Rịa – Vũng Tàu                                                                      | Buôn Ma Thuột, Đắk Lắk                                                       |  |
| 15:30                | - Đinh Xuân Dương 44' | Chi tiết On Sports News | - Nguyễn Văn Tám 2' - Lê Quyền Huy Tín 37' - Ngô Viết Phú 45+1' - Nguyễn Duy Khánh 51' | Sân vận động: Buôn Ma Thuột Lượng khán giả: 500 Trọng tài: Nguyễn Ngọc Thắng |  |

| 07 tháng 10 năm 2022 | Huế                                                            | 1–1              | Long An                                                       | Huế, Thừa Thiên Huế                                                  |  |
| 16:00                | - Trần Phạm Bảo Tuấn 30' - Nguyễn An 90' - Hồ Thanh Minh 90+5' | Chi tiết Info TV | - Phan Tấn Tài 17' - Nguyễn Văn Nhuần 65' - Đoàn Hải Quân 83' | Sân vận động: Tự Do Lượng khán giả: 1.000 Trọng tài: Nguyễn Hữu Tuấn |  |

| 07 tháng 10 năm 2022 | Quảng Nam                                     | 1–5                | Phố Hiến | Tam Kỳ, Quảng Nam                                                   |  |
| 17:00                | - Ngân Văn Đại 47' - Mạch Ngọc Hà 55' (ph.đ.) | Chi tiết On Sports | - Tẩy Văn Toàn 36' - Nguyễn Thanh Nhàn 38' - Nguyễn Đức Phú 58' - Lê Văn Đô 59' - Nguyễn Hữu Nam 70' - Phạm Hữu Nghĩa 80' - Võ Anh Quân 87' | Sân vận động: Tam Kỳ Lượng khán giả: 3.000 Trọng tài: Mai Xuân Hùng |  |

| 07 tháng 10 năm 2022 | Bình Phước                         | 0–0                 | Công an Nhân dân                                                                                             | Đồng Xoài, Bình Phước                                                   |  |
| 17:00                | - Điểu Quy 28' - Hà Kiên Cường 64' | Chi tiết On Sports+ | - Hoàng Văn Toàn 11' - Đinh Thanh Bình 38' - HLV Nguyễn Trường Sinh 45+1' - A Sân 90+1' - Lê Đức Lương 90+4' | Sân vận động: Bình Phước Lượng khán giả: 2.000 Trọng tài: Trần Ngọc Nhớ |  |

| 08 tháng 10 năm 2022 | Khánh Hòa                                               | 1–0                  | Phú Thọ | Nha Trang, Khánh Hòa                                                     |  |
| 17:00                | - Nguyễn Minh Huy 32' - Lê Thanh Bình 90' (ph.đ.) 90+4' | Chi tiết On Football | - Trương Ngọc Mười 45+1' - Nguyễn Nhật Trường 80' - Nguyễn Thế Dương 88' - HLV Vũ Như Thành 89' - CBKT Đậu Ngọc Tân 89' | Sân vận động: 19 tháng 8 Lượng khán giả: 1.000 Trọng tài: Dương Hữu Phúc |  |

| 08 tháng 10 năm 2022 | Cần Thơ                                       | 2–1                     | Phù Đổng            | Thành phố Cần Thơ, Cần Thơ                                         |  |
| 18:00                | - Dương Văn An 11', 86' - Hồ Trường Khang 56' | Chi tiết On Sports News | - Bùi Long Nhật 71' | Sân vận động: Cần Thơ Lượng khán giả: 200 Trọng tài: Nguyễn Tấn Lê |  |

#### Vòng 19
| 11 tháng 10 năm 2022 | Huế                                  | 0–1                     | Quảng Nam                              | Huế, Thừa Thiên Huế                                             |  |
| 16:00                | - Trần Thành 60' - Hồ Thanh Minh 82' | Chi tiết On Sports News | - Hà Minh Tuấn 62' - Tống Đức An 90+4' | Sân vận động: Tự Do Lượng khán giả: 400 Trọng tài: Vũ Phúc Hoan |  |

| 11 tháng 10 năm 2022 | Công an Nhân dân | 1–1                  | Bà Rịa – Vũng Tàu                                 | Thành phố Ninh Bình, Ninh Bình                                          |  |
| 16:30                | - Nguyễn Văn Thái 61' (l.n.) - Hoàng Văn Toàn 65' - Nguyễn Hữu Anh Tài 77' - Đinh Thanh Bình 79' - Lê Minh Bình 90+4' | Chi tiết On Football | - Lê Hoàng Thống 29' - Nguyễn Trung Thành 45' 56' | Sân vận động: Ninh Bình Lượng khán giả: 700 Trọng tài: Hoàng Thanh Bình |  |

| 11 tháng 10 năm 2022 | Long An                                                                     | 3–2                | Bình Phước                                                  | Tân An, Long An                                                   |  |
| 17:00                | - Ngô Hoàng Anh 33' (ph.đ.) - Cù Nguyễn Khánh 74', 77' - Nguyễn Khắc Vũ 83' | Chi tiết On Sports | - Hà Vũ Em 21' (ph.đ.), 84' (ph.đ.) 87' - Phan Bá Quyền 23' | Sân vận động: Long An Lượng khán giả: 1.000 Trọng tài: Lê Vũ Linh |  |

| 12 tháng 10 năm 2022 | Phú Thọ                                                                                                | 0–3                  | Phố Hiến | Việt Trì, Phú Thọ                                                |  |
| 16:00                | - Nguyễn Văn Sơn 20' - Đỗ Văn Việt 41' - Nguyễn Văn Tài 64' - Lê Hải Đức 61' 89' - Hồ Ngọc Thắng 90+6' | Chi tiết On Football | - Nguyễn Thanh Nhàn 29' - Huỳnh Minh Đoàn 31' - Đào Văn Chưởng 71' - Huỳnh Công Đến 85' - Lê Hải Đức 88' (l.n.) - Nguyễn Anh Tuấn 90+4' | Sân vận động: Việt Trì Lượng khán giả: 200 Trọng tài: Đỗ Anh Đức |  |

| 12 tháng 10 năm 2022 | Phù Đổng               | 0–3                     | Khánh Hòa                                                          | Thanh Trì, Hà Nội                                                    |  |
| 16:00                | - Nguyễn Mạnh Tiến 63' | Chi tiết On Sports News | - Lê Thanh Bình 19', 86' - Nguyễn Minh Huy 83' - Trần Đình Kha 85' | Sân vận động: Thanh Trì Lượng khán giả: 400 Trọng tài: Mai Xuân Hùng |  |

| 12 tháng 10 năm 2022 | Cần Thơ                                                        | 2–1                                    | Đắk Lắk                      | Thành phố Cần Thơ, Cần Thơ                                        |  |
| 18:00                | - Nguyễn Đức Cường 65' - Dương Văn An 79' - Phạm Trọng Hóa 82' | Chi tiết On Football, App On Sports TV | - Trần Minh Hiếu 84' (ph.đ.) | Sân vận động: Cần Thơ Lượng khán giả: 200 Trọng tài: Lê Đức Thuận |  |

#### Vòng 20
| 15 tháng 10 năm 2022 | Quảng Nam                                                                 | 0–2                                  | Công an Nhân dân | Tam Kỳ, Quảng Nam                                                      |  |
| 17:00                | - Nguyễn Vũ Hoàng Dương 48' - Nguyễn Văn Trạng 76' - Mạc Đức Việt Anh 88' | Chi tiết On Sports News, Next Sports | - Phùng Viết Trường 45' - Hoàng Văn Toản 64' - Trần Văn Đạt 71' (ph.đ.) 90+1' - Hoàng Trung Phong 90+2' - Hà Văn Phương 90+2' 90+2' | Sân vận động: Tam Kỳ Lượng khán giả: 1.500 Trọng tài: Nguyễn Viết Duẩn |  |

| 16 tháng 10 năm 2022 | Đắk Lắk                                      | 2–2                  | Phú Thọ | Buôn Ma Thuột, Đắk Lắk                                                         |  |
| 15:30                | - Phạm Gia Hưng 35' - Trần Minh Hiếu 38' 80' | Chi tiết On Football | - Phạm Bá Thảo 8' (l.n.) - Trương Ngọc Mười 24' - Nguyễn Văn Tài 24' - Bùi Đinh Sơn 24' - Võ Minh Trọng 61' - Nguyễn Văn Vinh 68' | Sân vận động: Buôn Ma Thuột Lượng khán giả: 1.500 Trọng tài: Nguyễn Ngọc Thắng |  |

| 16 tháng 10 năm 2022 | Bà Rịa – Vũng Tàu                                                                                 | 4–1                              | Phù Đổng                                                     | Bà Rịa, Bà Rịa Vũng Tàu                                             |  |
| 15:30                | - Nguyễn Duy Khánh 34', 52' 84' - Ngô Viết Phú 45+2' - Nguyễn Văn Thạnh 47' - Trần Hoàng Hưng 89' | Chi tiết On Sports+, Next Sports | - Ngô Đức Huy 41' - Nguyễn Văn Văn 53' - Nguyễn Văn Thủy 81' | Sân vận động: Bà Rịa Lượng khán giả: 1.000 Trọng tài: Nguyễn Anh Vũ |  |

| 16 tháng 10 năm 2022 | Khánh Hòa                               | 2–2                     | Huế                                                                              | Nha Trang, Khánh Hòa                                                 |  |
| 17:00                | - Trần Đình Kha 28' - Lê Thanh Bình 83' | Chi tiết On Sports News | - Nguyễn Văn Trọng 45+1' - Nguyễn An 61' - Trần Văn Bun 70' - Huỳnh Thế Hiếu 89' | Sân vận động: 19 tháng 8 Lượng khán giả: 3.000 Trọng tài: Lê Vũ Linh |  |

| 16 tháng 10 năm 2022 | Bình Phước                                              | 3–1                                     | Cần Thơ               | Đồng Xoài, Bình Phước                                                 |  |
| 17:00                | - Hà Vũ Em 21' - Lê Văn Thành 47' - Nguyễn Văn Điều 66' | Chi tiết App VTVcab ON, App Vina Sports | - Trần Quốc Thiện 84' | Sân vận động: Bình Phước Lượng khán giả: 300 Trọng tài: Trần Ngọc Nhớ |  |

| 16 tháng 10 năm 2022 | Phố Hiến                                                                                                  | 1–2                               | Long An                                                                                                | Văn Giang, Hưng Yên                                                   |  |
| 18:00                | - Lê Văn Đô 32' - Trịnh Quang Trường 38' - Nguyễn Hữu Nam 68' - GĐKT Mauro Alexandre Tavares Jeronimo 90' | Chi tiết On Football, Next Sports | - Huỳnh Tuấn Vũ 19' - Nguyễn Thanh Khôi 30' - Cù Nguyễn Khánh 90+4' - Phan Nhật Thanh Long 90+5' 90+6' | Sân vận động: TTĐT trẻ PVF Lượng khán giả: 600 Trọng tài: Lê Đức Cảnh |  |

#### Vòng 21
| 24 tháng 10 năm 2022 | Huế                  | 1–3                 | Đắk Lắk                                                 | Huế, Thừa Thiên Huế                                                    |  |
| 16:00                | - Huỳnh Thế Hiếu 52' | Chi tiết On Sports+ | - Lương Quốc Thắng 30' (ph.đ.) - Phạm Gia Hưng 49', 54' | Sân vận động: Tự Do Lượng khán giả: 1.500 Trọng tài: Nguyễn Ngọc Thắng |  |

| 24 tháng 10 năm 2022 | Phù Đổng                                                                         | 0–4                | Bình Phước | Thanh Trì, Hà Nội                                                   |  |
| 16:00                | - Nguyễn Văn Văn 38' - Ngô Đức Huy 63' - Trần Văn Thắng 68' - Hồ Văn Duy Bảo 80' | Chi tiết On Sports | - Nguyễn Văn Điều 7' - HLV Lê Thanh Xuân 17' - Nguyễn Thanh Lâm 33' 48', 70' - Hà Vũ Em 54' - Phan Bá Quyền 13' 59' - Lâm Văn Ngoan 60' - Lê Văn Thành 63' | Sân vận động: Thanh Trì Lượng khán giả: 500 Trọng tài: Vũ Phúc Hoan |  |

| 24 tháng 10 năm 2022 | Long An | 2–2                                  | Khánh Hòa                                                                   | Tân An, Long An                                                      |  |
| 16:00                | - Nguyễn Khắc Vũ 6' - Đoàn Hải Quân 50' (ph.đ.) - Phan Tấn Tài 83' - HLV Ngô Quang Sang 84' - Nguyễn Thanh Khôi 90+6' | Chi tiết On Sports News, Next Sports | - Lê Nguyễn Thanh Vị 25' - Nguyễn Hữu Khôi 28', 45+1' - Đoàn Công Thành 84' | Sân vận động: Long An Lượng khán giả: 1.000 Trọng tài: Trần Ngọc Nhớ |  |

| 24 tháng 10 năm 2022 | Cần Thơ                                                                                               | 2–4                                     | Quảng Nam | Thành phố Cần Thơ, Cần Thơ                                           |  |
| 16:00                | - Nguyễn Tuấn Đạt 26' - Phan Bá Hoàng 49' - Dương Văn An 54' - Lê Đắc Hùng 66' - Phạm Trọng Hóa 90+4' | Chi tiết App VTVcab ON, App Vina Sports | - Nguyễn Vũ Hoàng Dương 8', 24' - Hồ Minh Dĩ 41' - Ngân Văn Đại 89' - Nguyễn Văn Ngọc 90' - Bùi Văn Hiếu 90+1' | Sân vận động: Cần Thơ Lượng khán giả: 200 Trọng tài: Nguyễn Văn Chôm |  |

| 24 tháng 10 năm 2022 | Phú Thọ                                                                                        | 2–2                                     | Bà Rịa – Vũng Tàu                               | Việt Trì, Phú Thọ                                                     |  |
| 16:00                | - Nguyễn Thái Học 29' - Hồ Ngọc Thắng 41' (ph.đ.) - Hoàng Anh Tuấn 85' - Nguyễn Văn Vinh 90+3' | Chi tiết App VTVcab ON, App Vina Sports | - Nguyễn Duy Khánh 15' - Nguyễn Trung Thành 76' | Sân vận động: Việt Trì Lượng khán giả: 300 Trọng tài: Trần Quốc Thịnh |  |

| 24 tháng 10 năm 2022 | Công an Nhân dân                                                                                         | 2–1                                     | Phố Hiến | Thành phố Ninh Bình, Ninh Bình                                            |  |
| 16:00                | - A Sân 65' - Lê Minh Bình 70' (ph.đ.) - Vũ Tiến Long 90' - Đinh Thanh Bình 90+5' - Trần Thanh Sơn 90+8' | Chi tiết VTV2, On Football, Next Sports | - Huỳnh Công Đến 86' - Nguyễn Anh Tuấn 90' - Tẩy Văn Toàn 83' 90+1' - HLV thủ môn Phạm Văn Thạnh 90+2' - HLV trưởng Lê Quốc Trung 90+3' - Nguyễn Tiến Đỉnh 90+6' | Sân vận động: Ninh Bình Lượng khán giả: 2.000 Trọng tài: Hoàng Thanh Bình |  |

#### Vòng 22
| 29 tháng 10 năm 2022 | Phố Hiến                                                                          | 2–1                | Phù Đổng                                                       | Văn Giang, Hưng Yên                                                   |  |
| 15:00                | - Nguyễn Văn Thủy 17' (l.n.) - Vương Quốc Trung 37' (l.n.) - Nguyễn Hữu Nam 90+4' | Chi tiết On Sports | - Đinh Viết Lộc 36' - Ngô Thành Tài 52' - Nguyễn Tuấn Hiệp 80' | Sân vận động: TTĐT trẻ PVF Lượng khán giả: 500 Trọng tài: Lê Đức Cảnh |  |

| 29 tháng 10 năm 2022 | Khánh Hòa | 3–1                               | Cần Thơ                                                                                  | Nha Trang, Khánh Hòa                                                    |  |
| 15:00                | - Trần Đình Kha 45+1' - Lê Thanh Bình 59' (ph.đ.) - Nguyễn Hữu Khôi 72' 72' - Võ Ngọc Cường 85' - Trần Trọng Hiếu 90+1' - Trần Lê Duy 90+3' - Huỳnh Nhật Tân 90+5' | Chi tiết On Football, Next Sports | - Nguyễn Khắc Khiêm 11' 36' - Lê Đắc Hùng 37' - Đặng Quang Minh 58' - Dương Văn An 90+1' | Sân vận động: 19 tháng 8 Lượng khán giả: 7.000 Trọng tài: Mai Xuân Hùng |  |

| 29 tháng 10 năm 2022 | Bình Phước               | 1–1                                     | Huế                | Đồng Xoài, Bình Phước                                                 |  |
| 15:00                | - Hà Vũ Em 45+1' (ph.đ.) | Chi tiết App VTVcab ON, App Vina Sports | - Trần Văn Bun 77' | Sân vận động: Bình Phước Lượng khán giả: 500 Trọng tài: Nguyễn Anh Vũ |  |

| 29 tháng 10 năm 2022 | Bà Rịa – Vũng Tàu                                                                                    | 3–2                                     | Long An | Bà Rịa, Bà Rịa Vũng Tàu                                             |  |
| 15:00                | - Võ Ngọc Đức 38' - Nguyễn Ngọc Thắng 47' (l.n.) - Nguyễn Văn Thạnh 48' - Ngô Viết Phú 90+3' (ph.đ.) | Chi tiết App VTVcab ON, App Vina Sports | - Đỗ Văn Đạt 29' - Nguyễn Ngọc Thắng 32' - Trần Anh Thi 41' - Phan Nhật Thanh Long 45+2' - Nguyễn Văn Nhuần 53' | Sân vận động: Bà Rịa Lượng khán giả: 1.000 Trọng tài: Trần Văn Điền |  |

| 29 tháng 10 năm 2022 | Quảng Nam                                                 | 3–0                              | Phú Thọ                 | Tam Kỳ, Quảng Nam                                                |  |
| 15:00                | - Hoàng Thế Tài 41' - Ngân Văn Đại 55' - Hà Minh Tuấn 68' | Chi tiết On Sports+, Next Sports | - CBKT Đậu Ngọc Tân 39' | Sân vận động: Tam Kỳ Lượng khán giả: 1.500 Trọng tài: Đỗ Anh Đức |  |

| 29 tháng 10 năm 2022 | Đắk Lắk | 0–2                     | Công an Nhân dân | Buôn Ma Thuột, Đắk Lắk                                                    |  |
| 15:00                |         | Chi tiết On Sports News | - Thái Khắc Huy Hoàng 33' - Nguyễn Trung Đại Dương 59' - Lê Minh Bình 90' - Đỗ Sỹ Huy 90+1' - Đinh Thanh Bình 90+4' | Sân vận động: Buôn Ma Thuột Lượng khán giả: 1.500 Trọng tài: Lê Đức Thuận |  |

### Tóm tắt kết quả
| Nhà \ Khách       | BRV | BIN | CTC | CND | DAK | HUE | KHA | LAN | PHO | PHD | PHT | QNA |
| ----------------- | --- | --- | --- | --- | --- | --- | --- | --- | --- | --- | --- | --- |
| Bà Rịa – Vũng Tàu |     | 1–1 | 0–0 | 2–1 | 0–0 | 0–1 | 1–1 | 3–2 | 1–1 | 4–1 | 1–0 | 0–1 |
| Bình Phước        | 0–2 |     | 3–1 | 0–0 | 1–0 | 1–1 | 0–1 | 1–0 | 1–1 | 0–1 | 1–2 | 1–2 |
| Cần Thơ           | 0–1 | 0–0 |     | 0–1 | 2–1 | 3–0 | 0–1 | 1–6 | 1–4 | 2–1 | 2–2 | 2–4 |
| Công an Nhân dân  | 1–1 | 2–0 | 5–1 |     | 3–1 | 3–0 | 0–0 | 0–0 | 2–1 | 1–3 | 2–0 | 2–0 |
| Đắk Lắk           | 0–2 | 2–1 | 1–1 | 0–2 |     | 1–2 | 0–1 | 3–1 | 0–0 | 1–3 | 2–2 | 0–0 |
| Huế               | 1–2 | 1–1 | 1–1 | 2–1 | 1–3 |     | 1–1 | 1–1 | 1–0 | 0–0 | 1–0 | 0–1 |
| Khánh Hòa         | 1–0 | 1–0 | 3–1 | 1–1 | 2–0 | 2–2 |     | 2–0 | 0–1 | 1–2 | 1–0 | 1–1 |
| Long An           | 2–3 | 3–2 | 2–1 | 0–0 | 1–0 | 3–1 | 2–2 |     | 0–0 | 6–2 | 1–1 | 3–2 |
| Phố Hiến          | 1–3 | 0–0 | 2–1 | 2–2 | 3–1 | 3–0 | 3–3 | 1–2 |     | 2–1 | 1–1 | 1–0 |
| Phù Đổng          | 0–0 | 0–4 | 0–1 | 1–2 | 0–1 | 1–3 | 0–3 | 1–1 | 1–5 |     | 1–2 | 1–3 |
| Phú Thọ           | 2–2 | 1–0 | 1–2 | 0–4 | 1–1 | 2–0 | 1–2 | 1–0 | 0–3 | 0–1 |     | 0–1 |
| Quảng Nam         | 2–1 | 2–1 | 1–2 | 0–2 | 3–0 | 1–0 | 0–0 | 0–0 | 1–5 | 2–0 | 3–0 |     |

### Tiến trình mùa giải
| Đội ╲ Vòng        | 1 | 2 | 3 | 4 | 5 | 6 | 7 | 8 | 9 | 10 | 11 | 12 | 13 | 14 | 15 | 16 | 17 | 18 | 19 | 20 | 21 | 22 |
| ----------------- | - | - | - | - | - | - | - | - | - | -- | -- | -- | -- | -- | -- | -- | -- | -- | -- | -- | -- | -- |
| Bà Rịa – Vũng Tàu | H | T | T | T | H | T | B | H | B | T  | B  | T  | H  | H  | B  | T  | H  | T  | H  | T  | H  | T  |
| Bình Phước        | H | T | H | B | B | B | B | B | H | B  | B  | B  | H  | B  | B  | T  | H  | H  | B  | T  | T  | H  |
| Cần Thơ           | H | H | B | T | T | B | B | H | H | T  | B  | B  | T  | H  | B  | B  | B  | T  | T  | B  | B  | B  |
| Công an Nhân dân  | T | B | T | H | T | T | T | H | B | T  | H  | H  | T  | T  | H  | B  | T  | H  | H  | T  | T  | T  |
| Đắk Lắk           | H | H | B | B | H | B | T | B | T | B  | H  | B  | B  | H  | B  | B  | T  | B  | B  | H  | T  | B  |
| Huế               | H | B | H | T | B | T | T | B | T | B  | H  | T  | B  | H  | T  | B  | B  | H  | B  | H  | B  | H  |
| Khánh Hòa         | H | B | T | T | T | B | H | T | T | T  | H  | T  | H  | T  | H  | H  | H  | T  | T  | H  | H  | T  |
| Long An           | H | B | B | B | T | T | B | H | T | H  | T  | H  | H  | T  | T  | H  | B  | H  | T  | T  | H  | B  |
| Phố Hiến          | H | H | T | H | T | T | T | T | H | B  | H  | B  | H  | H  | T  | T  | H  | T  | T  | B  | B  | T  |
| Phù Đổng          | H | T | B | T | B | B | B | T | B | H  | H  | B  | T  | B  | B  | T  | B  | B  | B  | B  | B  | B  |
| Phú Thọ           | H | H | B | B | B | B | T | B | H | B  | T  | T  | B  | B  | T  | H  | T  | B  | B  | H  | H  | B  |
| Quảng Nam         | B | T | T | B | B | T | H | T | B | T  | T  | T  | H  | H  | T  | H  | T  | B  | T  | B  | T  | T  |

### Vị trí các đội qua các vòng đấu
Bảng liệt kê vị trí của các đội sau mỗi tuần thi đấu. Để duy trì diễn biến theo trình tự thời gian, bất kỳ trận đấu nào bị hoãn sẽ không được tính vào vòng đấu mà chúng đã được lên lịch ban đầu, nhưng được thêm vào vòng đấu đầy đủ mà chúng được chơi ngay sau đó. Ví dụ: nếu một trận đấu nằm trong khuôn khổ vòng 13, nhưng sau đó bị hoãn và thi đấu trong khoảng thời gian giữa vòng 16 và vòng 17, thì trận đấu sẽ được thêm vào bảng xếp hạng sau vòng 16.
| Đội ╲ Vòng       | 1                 | 2  | 3  | 4  | 5  | 6  | 7  | 8  | 9  | 10 | 11 | 12 | 13 | 14 | 15 | 16 | 17 | 18 | 19 | 20 | 21 | 22 |   |
| ---------------- | ----------------- | -- | -- | -- | -- | -- | -- | -- | -- | -- | -- | -- | -- | -- | -- | -- | -- | -- | -- | -- | -- | -- | - |
| Đội ╲ Vòng       | Bà Rịa – Vũng Tàu | 7  | 2  | 1  | 1  | 1  | 1  | 3  | 3  | 4  | 4  | 5  | 4  | 4  | 4  | 6  | 6  | 6  | 5  | 6  | 4  | 5  | 4 |
| Bình Phước       | 5                 | 3  | 5  | 9  | 9  | 10 | 12 | 12 | 12 | 11 | 12 | 12 | 12 | 12 | 12 | 12 | 12 | 12 | 12 | 11 | 10 | 10 |   |
| Cần Thơ          | 6                 | 8  | 10 | 8  | 5  | 6  | 7  | 8  | 8  | 7  | 8  | 8  | 8  | 8  | 8  | 9  | 10 | 8  | 8  | 8  | 8  | 8  |   |
| Công an Nhân dân | 8                 | 4  | 2  | 2  | 2  | 2  | 1  | 2  | 2  | 1  | 1  | 2  | 1  | 1  | 1  | 1  | 1  | 1  | 3  | 2  | 1  | 1  |   |
| Đắk Lắk          | 2                 | 7  | 11 | 11 | 11 | 11 | 10 | 10 | 10 | 10 | 10 | 11 | 11 | 11 | 11 | 11 | 11 | 11 | 11 | 12 | 11 | 12 |   |
| Huế              | 3                 | 11 | 9  | 7  | 8  | 7  | 5  | 6  | 5  | 6  | 7  | 6  | 6  | 7  | 7  | 7  | 7  | 7  | 7  | 7  | 7  | 7  |   |
| Khánh Hòa        | 1                 | 10 | 6  | 3  | 3  | 4  | 4  | 4  | 3  | 2  | 2  | 1  | 2  | 2  | 2  | 2  | 3  | 2  | 1  | 1  | 2  | 2  |   |
| Long An          | 9                 | 12 | 12 | 12 | 10 | 8  | 8  | 9  | 7  | 8  | 6  | 7  | 7  | 6  | 5  | 5  | 5  | 6  | 5  | 6  | 6  | 6  |   |
| Phố Hiến         | 10                | 9  | 4  | 5  | 4  | 3  | 2  | 1  | 1  | 3  | 3  | 5  | 5  | 5  | 4  | 3  | 4  | 3  | 2  | 3  | 4  | 5  |   |
| Phù Đổng         | 11                | 1  | 7  | 4  | 6  | 9  | 9  | 7  | 9  | 9  | 9  | 10 | 9  | 9  | 10 | 8  | 9  | 10 | 10 | 10 | 12 | 11 |   |
| Phú Thọ          | 4                 | 6  | 8  | 10 | 12 | 12 | 11 | 11 | 11 | 12 | 11 | 9  | 10 | 10 | 9  | 10 | 8  | 9  | 9  | 9  | 9  | 9  |   |
| Quảng Nam        | 12                | 5  | 3  | 6  | 7  | 5  | 6  | 5  | 6  | 5  | 4  | 3  | 3  | 3  | 3  | 4  | 2  | 4  | 4  | 5  | 3  | 3  |   |

## Bảng xếp hạng
| VT | Đội                     | ST | T  | H | B  | BT | BB | HS  | Đ  | Thăng hạng hoặc xuống hạng               |
| -- | ----------------------- | -- | -- | - | -- | -- | -- | --- | -- | ---------------------------------------- |
| 1  | Công an Nhân dân (C, P) | 22 | 12 | 7 | 3  | 37 | 15 | +22 | 43 | Thăng hạng lên V.League 1 2023           |
| 2  | Khánh Hòa (P)           | 22 | 11 | 9 | 2  | 30 | 16 | +14 | 42 | Thăng hạng lên V.League 1 2023           |
| 3  | Quảng Nam               | 22 | 12 | 4 | 6  | 30 | 22 | +8  | 40 |                                          |
| 4  | Bà Rịa – Vũng Tàu       | 22 | 10 | 8 | 4  | 30 | 19 | +11 | 38 |                                          |
| 5  | Phố Hiến                | 22 | 10 | 8 | 4  | 40 | 22 | +18 | 38 |                                          |
| 6  | Long An                 | 22 | 8  | 8 | 6  | 36 | 28 | +8  | 32 |                                          |
| 7  | Huế                     | 22 | 6  | 7 | 9  | 20 | 31 | −11 | 25 |                                          |
| 8  | Cần Thơ                 | 22 | 6  | 5 | 11 | 25 | 40 | −15 | 23 |                                          |
| 9  | Phú Thọ                 | 22 | 5  | 6 | 11 | 19 | 32 | −13 | 21 |                                          |
| 10 | Bình Phước              | 22 | 4  | 7 | 11 | 19 | 24 | −5  | 19 |                                          |
| 11 | Phù Đổng                | 22 | 5  | 3 | 14 | 21 | 44 | −23 | 18 |                                          |
| 12 | Đắk Lắk (R)             | 22 | 4  | 6 | 12 | 18 | 32 | −14 | 18 | Xuống thi đấu tại Hạng Nhì quốc gia 2023 |

1. 1 2  Điểm đối đầu: Bà Rịa Vũng Tàu 4, Phố Hiến 1.
2. 1 2  Điểm đối đầu: Phù Đổng 3, Đắk Lắk 3. Hiệu số đối đầu: Phù Đổng +1, Đắk Lắk -1.

## Thống kê mùa giải

### Theo câu lạc bộ
| Xếp hạng                     | Câu lạc bộ                                                | Số lượng |
| ---------------------------- | --------------------------------------------------------- | -------- |
| CLB thắng nhiều nhất         | Công an Nhân dân Quảng Nam                                | 12 trận  |
| CLB thắng ít nhất            | Bình Phước Đắk Lắk                                        | 4 trận   |
| CLB hoà nhiều nhất           | Khánh Hòa                                                 | 9 trận   |
| CLB hoà ít nhất              | Phù Đổng                                                  | 3 trận   |
| CLB thua nhiều nhất          | Phù Đổng                                                  | 14 trận  |
| CLB thua ít nhất             | Khánh Hòa                                                 | 2 trận   |
| Chuỗi thắng dài nhất         | Phố Hiến                                                  | 4 trận   |
| Chuỗi bất bại dài nhất       | Khánh Hòa                                                 | 16 trận  |
| Chuỗi không thắng dài nhất   | Bình Phước                                                | 13 trận  |
| Chuỗi thua dài nhất          | Phù Đổng                                                  | 6 trận   |
| CLB ghi nhiều bàn thắng nhất | Phố Hiến                                                  | 40 bàn   |
| CLB ghi ít bàn thắng nhất    | Đắk Lắk                                                   | 18 bàn   |
| CLB lọt lưới nhiều nhất      | Phù Đổng                                                  | 44 bàn   |
| CLB lọt lưới ít nhất         | Công an Nhân dân                                          | 15 bàn   |
| CLB nhận thẻ vàng nhiều nhất | Phú Thọ                                                   | 56 thẻ   |
| CLB nhận thẻ vàng ít nhất    | Đắk Lắk                                                   | 30 thẻ   |
| CLB nhận thẻ đỏ nhiều nhất   | Phố Hiến                                                  | 6 thẻ    |
| CLB nhận thẻ đỏ ít nhất      | Bà Rịa – Vũng Tàu Công an Nhân dân Huế Khánh Hòa Phù Đổng | 0 thẻ    |

### Theo cầu thủ

#### Cầu thủ ghi bàn hàng đầu
Dưới đây là danh sách cầu thủ ghi bàn của giải đấu. Đã có 325 bàn thắng ghi được trong 132 trận đấu, trung bình 2.46 bàn thắng mỗi trận đấu.

| Xếp hạng | Cầu thủ                   | Câu lạc bộ        | Số bàn thắng |
| -------- | ------------------------- | ----------------- | ------------ |
| 1        | Nguyễn Thanh Nhàn         | Phố Hiến          | 10           |
| 2        | Lê Thanh Bình             | Khánh Hòa         | 9            |
| 3        | Nguyễn Văn Thạnh          | Bà Rịa – Vũng Tàu | 8            |
| 4        | Đinh Thanh Bình           | Công an Nhân dân  | 7            |
| 5        | Dương Văn An              | Cần Thơ           | 6            |
| 5        | Lê Minh Bình              | Công an Nhân dân  | 6            |
| 5        | Trần Minh Hiếu            | Đắk Lắk           | 6            |
| 5        | Phan Tấn Tài              | Long An           | 6            |
| 5        | Bùi Anh Thống             | Phù Đổng          | 6            |
| 5        | Hồ Ngọc Thắng             | Phú Thọ           | 6            |
| 6        | Ngô Viết Phú              | Bà Rịa – Vũng Tàu | 5            |
| 6        | Hà Vũ Em                  | Bình Phước        | 5            |
| 6        | Hồ Thanh Minh             | Huế               | 5            |
| 6        | Trần Đình Kha             | Khánh Hòa         | 5            |
| 6        | Nguyễn Tuấn Hiệp          | Phù Đổng          | 5            |
| 6        | Hà Minh Tuấn              | Quảng Nam         | 5            |
| 6        | Mạch Ngọc Hà              | Quảng Nam         | 5            |
| 6        | Ngân Văn Đại              | Quảng Nam         | 5            |
| 7        | Nguyễn Duy Khánh          | Bà Rịa – Vũng Tàu | 4            |
| 7        | Trần Thanh Long           | Cần Thơ           | 4            |
| 7        | Nguyễn Trung Đại Dương    | Công an Nhân dân  | 4            |
| 7        | Nguyễn Văn Anh            | Công an Nhân dân  | 4            |
| 7        | Võ Lý                     | Công an Nhân dân  | 4            |
| 7        | Phạm Gia Hưng             | Đắk Lắk           | 4            |
| 7        | Trần Thành                | Huế               | 4            |
| 7        | Nguyễn Hữu Khôi           | Khánh Hòa         | 4            |
| 7        | Cù Nguyễn Khánh           | Long An           | 4            |
| 7        | Ngô Hoàng Anh             | Long An           | 4            |
| 7        | Phan Nhật Thanh Long      | Long An           | 4            |
| 7        | Lê Văn Đô                 | Phố Hiến          | 4            |
| 7        | Nguyễn Hữu Nam            | Phố Hiến          | 4            |
| 8        | Nguyễn Trung Thành        | Bà Rịa – Vũng Tàu | 3            |
| 8        | Nguyễn Văn Tám            | Bà Rịa – Vũng Tàu | 3            |
| 8        | Nguyễn Văn Điều           | Bình Phước        | 3            |
| 8        | Huỳnh Thế Hiếu            | Huế               | 3            |
| 8        | Nguyễn Thành Lộc          | Khánh Hòa         | 3            |
| 8        | Trần Lê Duy               | Khánh Hòa         | 3            |
| 8        | Đoàn Hải Quân             | Long An           | 3            |
| 8        | Trần Ngọc Phương          | Long An           | 3            |
| 8        | Huỳnh Công Đến            | Phố Hiến          | 3            |
| 8        | Nguyễn Anh Tuấn           | Phố Hiến          | 3            |
| 8        | Nguyễn Văn Văn            | Phù Đổng          | 3            |
| 8        | Hoàng Thế Tài             | Quảng Nam         | 3            |
| 8        | Lê Văn Nam                | Quảng Nam         | 3            |
| 9        | Nguyễn Ngọc Hùng          | Bà Rịa – Vũng Tàu | 2            |
| 9        | Hà Kiên Cường             | Bình Phước        | 2            |
| 9        | Nguyễn Thanh Lâm          | Bình Phước        | 2            |
| 9        | Phạm Văn Hội              | Bình Phước        | 2            |
| 9        | Nguyễn Hoàng Duy          | Cần Thơ           | 2            |
| 9        | Nguyễn Vũ Linh            | Cần Thơ           | 2            |
| 9        | Hà Văn Phương             | Công an Nhân dân  | 2            |
| 9        | Nguyễn Như Tuấn           | Công an Nhân dân  | 2            |
| 9        | Trần Văn Đạt              | Công an Nhân dân  | 2            |
| 9        | Thái Minh Hiếu            | Đắk Lắk           | 2            |
| 9        | Lê Quốc Nhật Nam          | Huế               | 2            |
| 9        | Trần Văn Bun              | Huế               | 2            |
| 9        | Nguyễn Anh Đức            | Long An           | 2            |
| 9        | Nguyễn Khắc Vũ            | Long An           | 2            |
| 9        | Nguyễn Thanh Khôi         | Long An           | 2            |
| 9        | Nguyễn Kim Nhật           | Phố Hiến          | 2            |
| 9        | Tẩy Văn Toàn              | Phố Hiến          | 2            |
| 9        | Võ Anh Quân               | Phố Hiến          | 2            |
| 9        | Hoàng Anh Tuấn            | Phú Thọ           | 2            |
| 9        | Lê Hải Đức                | Phú Thọ           | 2            |
| 9        | Nguyễn Thái Học           | Phú Thọ           | 2            |
| 9        | Nguyễn Văn Vinh           | Phú Thọ           | 2            |
| 9        | Hồ Minh Dĩ                | Quảng Nam         | 2            |
| 9        | Nguyễn Vũ Hoàng Dương     | Quảng Nam         | 2            |
| 10       | Nguyễn Tuấn Em            | Bà Rịa – Vũng Tàu | 1            |
| 10       | Nguyễn Văn Giang          | Bà Rịa – Vũng Tàu | 1            |
| 10       | Trần Hoàng Hưng           | Bà Rịa – Vũng Tàu | 1            |
| 10       | Võ Ngọc Đức               | Bà Rịa – Vũng Tàu | 1            |
| 10       | Bùi Trần Vũ               | Bình Phước        | 1            |
| 10       | Huỳnh Văn Ly              | Bình Phước        | 1            |
| 10       | Lê Văn Thành              | Bình Phước        | 1            |
| 10       | Lương Thanh Sang          | Bình Phước        | 1            |
| 10       | Nguyễn Đình Tài           | Bình Phước        | 1            |
| 10       | Hồ Trường Khang           | Cần Thơ           | 1            |
| 10       | Lê Đắc Hùng               | Cần Thơ           | 1            |
| 10       | Nguyễn Đức Cường          | Cần Thơ           | 1            |
| 10       | Nguyễn Khắc Khiêm         | Cần Thơ           | 1            |
| 10       | Nguyễn Thiện Chí          | Cần Thơ           | 1            |
| 10       | Nguyễn Trọng Phú          | Cần Thơ           | 1            |
| 10       | Nguyễn Văn Trọng          | Cần Thơ           | 1            |
| 10       | Phạm Trọng Hóa            | Cần Thơ           | 1            |
| 10       | Trần Quốc Thiện           | Cần Thơ           | 1            |
| 10       | Vũ Quang Nam              | Cần Thơ           | 1            |
| 10       | Giáp Tuấn Dương           | Công an Nhân dân  | 1            |
| 10       | Lê Đức Lương              | Công an Nhân dân  | 1            |
| 10       | Nguyễn Hữu Thực           | Công an Nhân dân  | 1            |
| 10       | Trần Thanh Sơn            | Công an Nhân dân  | 1            |
| 10       | Vũ Tiến Long              | Công an Nhân dân  | 1            |
| 10       | Đoàn Cao Danh             | Đắk Lắk           | 1            |
| 10       | Hồ Việt Hoàng             | Đắk Lắk           | 1            |
| 10       | Hổ                        | Đắk Lắk           | 1            |
| 10       | Lương Quốc Thắng          | Đắk Lắk           | 1            |
| 10       | Lương Thanh Ngọc Lâm      | Đắk Lắk           | 1            |
| 10       | Bùi Tiến Sinh             | Huế               | 1            |
| 10       | Lê Ngọc Thiên Ân          | Huế               | 1            |
| 10       | Trần Phạm Bảo Tuấn        | Huế               | 1            |
| 10       | Vũ Văn Quyết              | Huế               | 1            |
| 10       | Đoàn Công Thành           | Khánh Hòa         | 1            |
| 10       | Huỳnh Văn Thanh           | Khánh Hòa         | 1            |
| 10       | Nguyễn Đình Nhơn          | Khánh Hòa         | 1            |
| 10       | Nguyễn Minh Huy           | Khánh Hòa         | 1            |
| 10       | Trần Trọng Hiếu           | Khánh Hòa         | 1            |
| 10       | Trần Văn Tùng             | Khánh Hòa         | 1            |
| 10       | Dương Anh Tú              | Long An           | 1            |
| 10       | Đỗ Văn Đạt                | Long An           | 1            |
| 10       | Hoàng Vĩnh Nguyên         | Long An           | 1            |
| 10       | Lê Hoàng Dương            | Long An           | 1            |
| 10       | Thái Minh Thuận           | Long An           | 1            |
| 10       | Lý Trung Hiếu             | Phố Hiến          | 1            |
| 10       | Nguyễn Đức Phú            | Phố Hiến          | 1            |
| 10       | Nguyễn Hiểu Minh          | Phố Hiến          | 1            |
| 10       | Trần Ngọc Sơn             | Phố Hiến          | 1            |
| 10       | Võ Nguyên Hoàng           | Phố Hiến          | 1            |
| 10       | Bùi Long Nhật             | Phù Đổng          | 1            |
| 10       | Khổng Minh Gia Bảo        | Phù Đổng          | 1            |
| 10       | Lương Văn Hùng            | Phù Đổng          | 1            |
| 10       | Ngô Đức Huy               | Phù Đổng          | 1            |
| 10       | Nguyễn Đức Anh Quốc       | Phù Đổng          | 1            |
| 10       | Trần Vương                | Phù Đổng          | 1            |
| 10       | Vincent Trọng Trí Guyenne | Phù Đổng          | 1            |
| 10       | Nguyễn Hữu Tuấn           | Phú Thọ           | 1            |
| 10       | Nguyễn Mạnh Duy           | Phú Thọ           | 1            |
| 10       | Nguyễn Thế Dương          | Phú Thọ           | 1            |
| 10       | Nguyễn Văn Tùng           | Phú Thọ           | 1            |
| 10       | Bùi Văn Hiếu              | Quảng Nam         | 1            |
| 10       | Mạc Đức Việt Anh          | Quảng Nam         | 1            |
| 10       | Nguyễn Duy Kiên           | Quảng Nam         | 1            |
| 10       | Nguyễn Văn Trạng          | Quảng Nam         | 1            |
| 10       | Nguyễn Vũ Tín             | Quảng Nam         | 1            |

#### Bàn phản lưới nhà
| Xếp hạng | Cầu thủ                | Câu lạc bộ        | Đối thủ           | Số bàn |
| -------- | ---------------------- | ----------------- | ----------------- | ------ |
| 1        | Nguyễn Văn Thái        | Bà Rịa – Vũng Tàu | Công an Nhân dân  | 1      |
| 1        | Nguyễn Đình Tài        | Bình Phước        | Phố Hiến          | 1      |
| 1        | Đặng Ngọc Tuấn         | Cần Thơ           | Long An           | 1      |
| 1        | Nguyễn Trung Đại Dương | Công an Nhân dân  | Đắk Lắk           | 1      |
| 1        | Phạm Bá Thảo           | Đắk Lắk           | Phú Thọ           | 1      |
| 1        | Huỳnh Nhật Tân         | Khánh Hòa         | Phố Hiến          | 1      |
| 1        | Nguyễn Ngọc Thắng      | Long An           | Bà Rịa – Vũng Tàu | 1      |
| 1        | Trần Anh Thi           | Long An           | Cần Thơ           | 1      |
| 1        | Nguyễn Văn Thủy        | Phù Đổng          | Phố Hiến          | 1      |
| 1        | Vương Quốc Trung       | Phù Đổng          | Phố Hiến          | 1      |
| 1        | Lê Hải Đức             | Phú Thọ           | Phố Hiến          | 1      |

#### Ghi hat-trick
| Cầu thủ          | Câu lạc bộ | Đối thủ  | Kết quả | Ngày                |
| ---------------- | ---------- | -------- | ------- | ------------------- |
| Phan Tấn Tài     | Long An    | Cần Thơ  | 6–1 (A) | 23 tháng 9 năm 2022 |
| Trần Ngọc Phương | Long An    | Phù Đổng | 6–2 (H) | 4 tháng 9 năm 2022  |

- Ghi chú:

(H) – Sân nhà; (A) – Sân khách

#### Giữ sạch lưới
| Xếp hạng | Thủ môn            | Câu lạc bộ        | Số trận giữ sạch lưới |
| -------- | ------------------ | ----------------- | --------------------- |
| 1        | Đỗ Sỹ Huy          | Công an Nhân dân  | 9                     |
| 2        | Tống Đức An        | Quảng Nam         | 8                     |
| 3        | Phạm Hữu Nghĩa     | Phố Hiến          | 7                     |
| 4        | Nguyễn Thanh Tuấn  | Bà Rịa – Vũng Tàu | 6                     |
| 4        | Võ Ngọc Cường      | Khánh Hòa         | 6                     |
| 5        | Trần Thế Kiệt      | Khánh Hòa         | 5                     |
| 6        | Đặng Ngọc Tuấn     | Cần Thơ           | 4                     |
| 6        | Nguyễn Tiến Tạo    | Huế               | 4                     |
| 7        | Huỳnh Văn Huyền    | Bình Phước        | 3                     |
| 7        | Phạm Trần Thanh Vũ | Bình Phước        | 3                     |
| 7        | Hoàng Trung Phong  | Công an Nhân dân  | 3                     |
| 7        | Nguyễn Thanh Phú   | Đắk Lắk           | 3                     |
| 7        | Trần Nhật Hà       | Long An           | 3                     |
| 7        | Nguyễn Nhật Trường | Phú Thọ           | 3                     |
| 8        | Nguyễn Tiến Anh    | Long An           | 2                     |
| 8        | Dương Văn Cường    | Phù Đổng          | 2                     |
| 8        | Lê Quang Đại       | Phù Đổng          | 2                     |
| 8        | Phí Minh Long      | Quảng Nam         | 2                     |
| 9        | Nguyễn Anh Tuấn    | Bà Rịa – Vũng Tàu | 1                     |
| 9        | Y Eli Niê          | Đắk Lắk           | 1                     |

## Tổng số khán giả
| CLB               | Trận | Vòng 1 | Vòng 2 | Vòng 3 | Vòng 4 | Vòng 5 | Vòng 6 | Vòng 7 | Vòng 8 | Vòng 9 | Vòng 10 | Vòng 11 | Vòng 12 | Vòng 13 | Vòng 14 | Vòng 15 | Vòng 16 | Vòng 17 | Vòng 18 | Vòng 19 | Vòng 20 | Vòng 21 | Vòng 22 | Tổng cộng | Trung bình |
| ----------------- | ---- | ------ | ------ | ------ | ------ | ------ | ------ | ------ | ------ | ------ | ------- | ------- | ------- | ------- | ------- | ------- | ------- | ------- | ------- | ------- | ------- | ------- | ------- | --------- | ---------- |
| Bà Rịa – Vũng Tàu | 11   |        | 2.500  |        | 2.000  | 2.000  |        | 3.000  | 3.000  |        |         | 2.000   |         | 2.000   | 2.000   |         |         | 1.000   |         |         | 1.000   |         | 1.000   | 21.500    | 1.954      |
| Bình Phước        | 11   |        | 0      |        | 600    |        | 3.000  |        |        | 2.000  |         | 2.000   | 1.500   |         | 2.000   |         | 300     |         | 1.000   |         | 300     |         | 500     | 13.200    | 1.200      |
| Cần Thơ           | 11   | 2.000  |        | 3.000  |        |        | 600    |        |        | 800    | 1.100   |         | 300     |         |         | 700     | 300     |         | 200     | 200     |         | 200     |         | 9.400     | 854        |
| Công an Nhân dân  | 11   | 800    |        | 700    |        | 1.000  |        |        | 3.500  |        |         | 2.000   |         | 1.000   | 2.000   |         | 700     | 2.000   |         | 700     |         | 2.000   |         | 16.400    | 1.490      |
| Đắk Lắk           | 11   |        | 0      |        | 1.500  |        |        | 3.000  | 1.000  |        |         | 300     |         | 600     | 1.000   |         |         | 1.000   | 500     |         | 1.500   |         | 1.500   | 11.900    | 1.081      |
| Huế               | 11   | 2.500  |        | 2.500  |        |        | 1.000  |        |        | 2.000  |         | 2.500   | 1.000   |         | 1.000   |         | 600     |         | 1.000   | 400     |         | 1.500   |         | 16.000    | 1.454      |
| Long An           | 11   | 1.200  |        | 400    |        | 400    | 1.500  |        |        | 1.000  |         | 1.000   | 1.000   |         | 800     |         | 1.000   |         |         | 1.000   |         | 1.000   |         | 10.300    | 936        |
| Phố Hiến          | 11   |        | 0      |        | 2.000  | 1.000  |        | 1.000  | 700    |        | 1.000   |         |         | 700     |         | 500     |         | 1.500   |         |         | 600     |         | 500     | 9.500     | 863        |
| Phù Đổng          | 11   | 0      |        | 0      |        | 800    |        | 400    |        | 200    | 200     |         | 1.000   |         |         | 200     |         | 500     |         | 400     |         | 500     |         | 4.200     | 381        |
| Khánh Hòa         | 11   |        | 2.000  |        | 3.000  |        | 2.000  | 3.000  |        | 3.500  | 2.700   |         | 2.500   |         |         | 3.500   |         |         | 1.000   |         | 3.000   |         | 7.000   | 33.200    | 3.018      |
| Phú Thọ           | 11   | 0      |        | 300    |        | 1.000  |        | 200    | 300    |        | 1.400   |         |         | 1.000   |         | 500     |         | 150     |         | 200     |         | 300     |         | 5.350     | 486        |
| Quảng Nam         | 11   |        | 3.000  |        | 1.500  |        | 500    |        | 700    |        | 2.500   |         |         | 3.000   |         | 1.000   | 2.000   |         | 3.000   |         | 1.500   |         | 1.500   | 20.200    | 1.836      |
| Tổng cộng         | 132  | 6.500  | 7.500  | 6.900  | 10.600 | 6.200  | 8.600  | 10.600 | 9.200  | 9.500  | 8.900   | 9.800   | 7.300   | 8.300   | 8.800   | 6.400   | 4.900   | 6.150   | 6.700   | 2.900   | 7.900   | 5.500   | 12.000  | 171.150   | 7.779      |
| Trung bình        | 11   | 1.083  | 1.250  | 1.150  | 1.766  | 1.033  | 1.433  | 1.766  | 1.533  | 1.583  | 1.483   | 1.633   | 1.216   | 1.383   | 1.466   | 1.066   | 816     | 1.025   | 957     | 483     | 1.317   | 916     | 2.000   | 28.358    | 1.296      |

## Các giải thưởng chung cuộc
Được trao trong lễ trao giải V.League Awards 2022 vào ngày 1 tháng 12 năm 2022.

### Giải thưởng xếp hạng toàn giải
| Thứ hạng | Giải thưởng    | Đội chiến thắng  |
| -------- | -------------- | ---------------- |
| Vô địch  | 1.000.000.000đ | Công an Nhân dân |
| Giải nhì | 500.000.000đ   | Khánh Hòa        |
| Giải ba  | 250.000.000đ   | Quảng Nam        |

### Giải thưởng bình chọn toàn giải
| Giải thưởng                                     | Người chiến thắng                  |
| ----------------------------------------------- | ---------------------------------- |
| giải phong cách                                 | Long An                            |
| BTC trận đấu tốt nhất mùa giải                  | Đắk Lắk Huế Khánh Hòa              |
| Câu lạc bộ có mặt sân thi đấu tốt nhất mùa giải | Bà Rịa – Vũng Tàu Phố Hiến Phú Thọ |
| HLV xuất sắc nhất Giải                          | Không                              |
| Cầu thủ xuất sắc nhất Giải                      | Lê Thanh Bình (Khánh Hòa)          |
| Cầu thủ trẻ xuất sắc nhất Giải                  | Không                              |
| Bàn thắng đẹp nhất Giải                         | Không                              |